# 89式5.56mm小銃
89式5.56mm小銃（はちきゅうしき5.56ミリしょうじゅう、英: Howa Type 89 Assault Rifle）は、自衛隊が制式化した自動小銃である。1990年代以降、陸上自衛隊の主力小銃となっている。
部隊内では「ハチキュウ」と称される。

## 概要

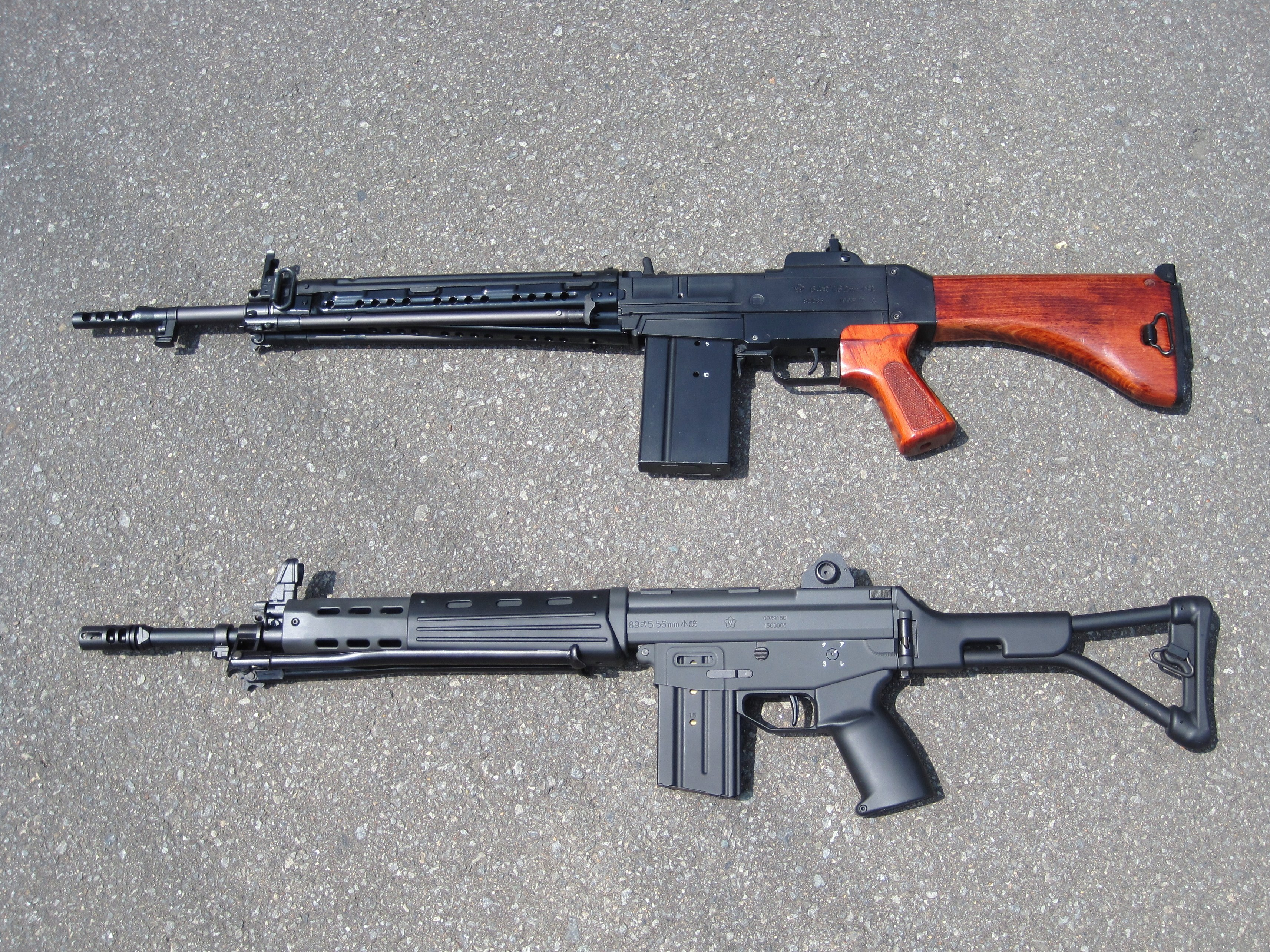
64式7.62mm小銃（上）と89式5.56mm小銃（下）

89式5.56mm小銃は、64式7.62mm小銃の後継として開発され、1989年に自衛隊で制式化された。国産の自動小銃に相当し、自衛隊と海上保安庁、警察の特殊部隊（SAT）において制式採用されている。開発製造は豊和工業が担当し、1丁あたりの納入単価は20万円台後半-40万円（調達数によって変動）。武器輸出三原則により納入先が自衛隊など日本政府機関のみに厳しく制限されてきたため生産数が伸びず、量産効果による価格の抑制効果が働かないため、世界各国の現役の主力小銃としては高価な部類に入る。
使用する弾薬および弾倉は、西側の共通規格である5.56x45mm NATO弾とSTANAG弾倉に準じている。そのため、必要があれば在日米軍などの同盟軍とそれらを共用できる。また、5.56mm機関銃MINIMIとも弾薬互換性を持つ。さらには特別な器具なしで06式小銃てき弾を装着できるため、すべての89式で火力支援と限定的な対戦車戦闘が可能となっている。

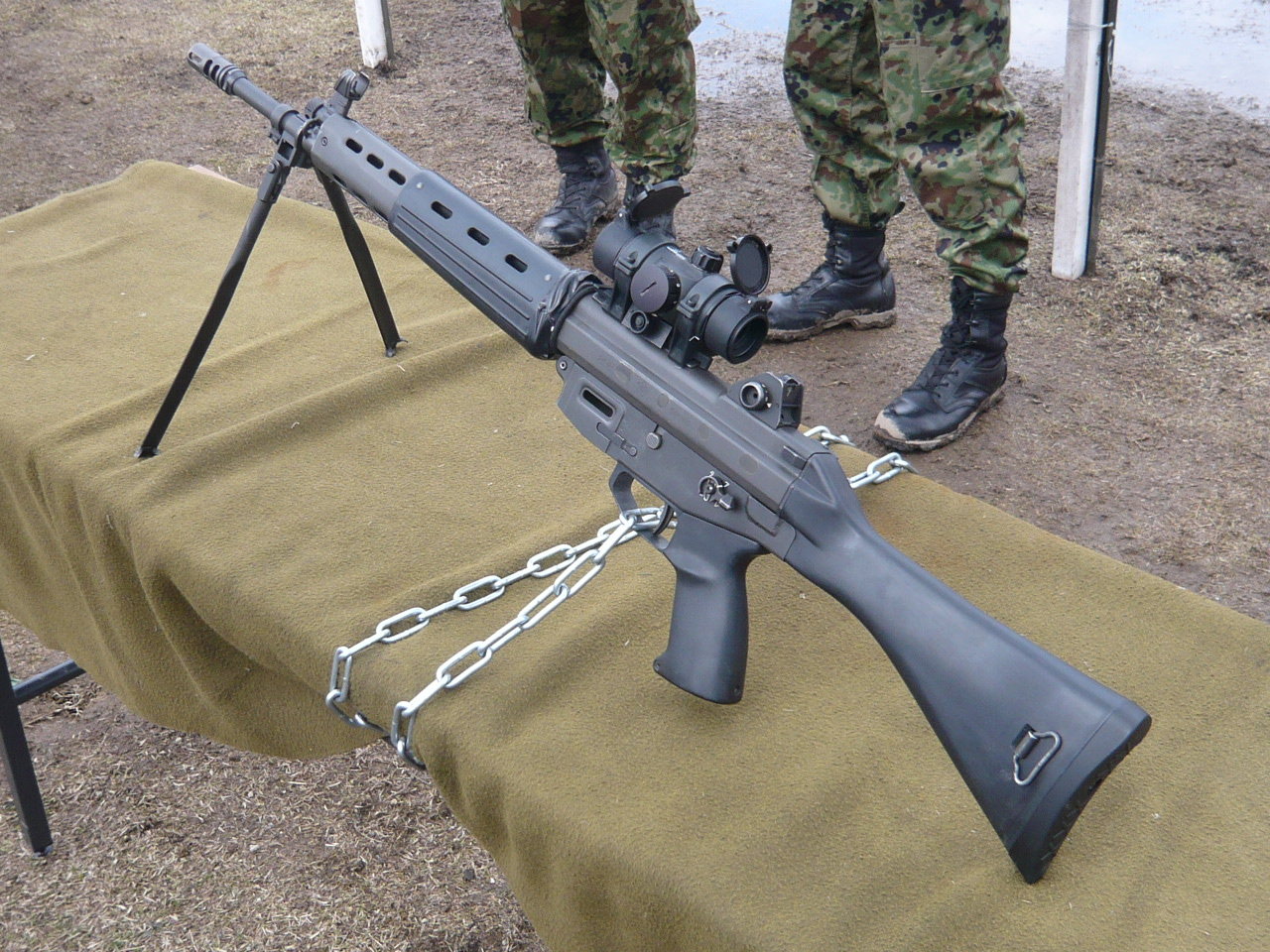
左方切換レバー・89式小銃用照準補助具を装着した89式5.56mm小銃（2010年）

形状は、日本人の平均的な体格に適した設計がなされている。銃身長420mm（約16インチ）というカービン（短縮小銃）に近い長さでありながら、大型の消炎制退器の銃口制退機能によって高い制動性と良好な集弾性能を有する。また、取り外し可能な二脚を有し、展開し接地することで安定した射撃ができる。銃床は固定式だけでなく、コンパクトに折りたためる折曲銃床式が空挺隊員や車両搭乗隊員向けに配備されている。
材質・製造方法は、大量生産が容易なように選択されている。銃床、銃把、被筒には軽量かつ量産性に優れた強化プラスチックを採用し、金属部分はプレス加工を多用している。さらに、銃を構成する部品数が64式から10%減少し、生産性や整備性が向上している。
冷戦末期に設計された本銃であるが、海外派遣やゲリコマ対策など新たな課題に向けて、各部の改修・改良が実施されている。進捗は部隊によって異なるが、左側切換レバー設置や光学式照準器の装着などが進められている。さらには本銃を試作原型とした「先進軽量化小銃」が開発されていた。

## 開発

### 前史

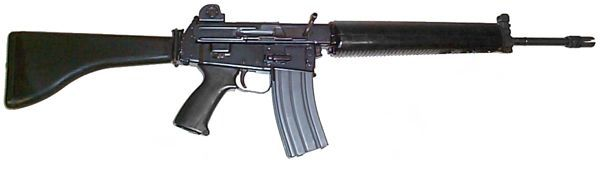
豊和工業がライセンス生産、および小口径弾の研究で用いたAR-18

1950年代、NATOによる小火器用弾薬の標準化が行われ、アメリカ軍のM14やM60が使用していた弾薬が7.62x51mm NATO弾として採用された。以降、ドイツ（西ドイツ）H&K社のG3 シリーズ、ベルギーFN社のFALやMAGなどで採用され、それらが多くの国で使用されることとなる。日本においても減装弾ではあったが、7.62mm弾を使用するアサルトライフルの開発が行われ、64式7.62mm小銃として1964年に制式化、自衛隊や海上保安庁へ配備が行われた。
だが、7.62mm弾の開発元であったアメリカ軍は、ベトナム戦争の最中に小口径高速弾である5.56x45mm（M193）を使用するアーマライト社のAR-15をM16として採用した。小口径の5.56x45mm弾は、有効射程が短くなるものの、携行弾数を増加できるという利点があった。
一方の7.62mm弾は、日本人より体の大きいヨーロッパの兵士にとっても反動の大きさから連射時の命中精度が低下する、操作性が悪いといった問題を抱えていた。そこで、1976年6月にNATO各国は、1980年代以降に使用する統一弾薬についてのテストを開始すると決定する。このテストは、7.62x51mm NATO弾を残し、この7.62mm弾に加えてライフル用に新たに最良とされる弾薬を選出するためのもので、アメリカのみならずヨーロッパ各国で新たな弾薬（小口径高速弾）を模索する方向で動き出した。
日本においては64式の制式化の翌年である1965年、豊和工業がM16を開発したアーマライト社と技術提供を結び、AR-18とAR-180（AR-18のセミオートマチック専用型）のライセンス生産を開始し、豊和工業はAR-18を用いて小口径弾の研究を開始する。AR-18は5.56mm口径弾を使用するが、M16とは異なりショートストロークピストン方式を採用、プレス加工成型を多用していた。

### 次期小銃研究
1974年より「将来戦を想定した小口径小銃」として研究を開始していた防衛庁（当時）に協力して、社内で次期小銃研究を行っていた豊和工業は、1977年にAR-18の研究では技術的発展性に問題が生じたため、独自の構想に基づく新型ライフルの設計を開始する。そして、1978年に完成したのが試作第一号HR-10（HRは「Howa Rifle」の略）だった。HR-10は全長920mm、銃身長430mm、弾倉を除いた重量は3,500g、作動方式はガス圧利用式と、89式小銃とほぼ同スケールの試作銃だった。発射時のリコイルを低く抑えることで良好な命中精度を有しつつ、64式7.62mm小銃の際と同様に、日本人の体格・体力に適合した操作性を備えていた。単射・連射のほかに3点制限点射機構を有し、弾倉は20発用と弾薬の小型軽量化から40発用の物が用意された。AR-18の経験を生かし、レシーバーやフレームをプレス加工成型、ストックやグリップなどはプラスチック製の物を採用し、部品点数も減少させ整備性の向上も図られた。また、引金室体部や3点制限点射機構部はブロック化されている。HR-10完成後の技術テストでは新たに搭載された3点制限点射機構と、64式の毎分500発と比較して毎分650発へと増大した連射時の命中精度やコントロールの良否が特にテストされた。
新小銃用弾薬についても開発が進められた。当初は、アメリカ軍のM16が使用する5.56x45mm（M193）に準じた、5.56x45mm（M193J）で設計が行われた。だが、NATOの統一弾薬テストにおいてFN社案のSS109が採用されつつあったことを反映し、M193Jより高威力の改1型（長重弾）、改2A型、改2B型など様々な弾薬でテストを行った。これにより、銃身内のピッチも、150-300mmまで様々な物が用意されたという。
翌1979年にはHR-10のテスト結果を受けて、軽量化モデルの開発が開始される。この軽量化モデルはHR-11と名付けられ、1980年に完成した。アルミニウム系軽合金を各所に用いたことで重量はHR-10より600g軽い2,900gとなり、折畳み式銃床を有していた。また、軽量化と残弾確認を兼ねて、弾倉側面に穴が開けられている。内部はHR-10と同様にブロック化されているが、3点制限点射機構は新型の物を搭載し、コッキングハンドルの形状も異なっている。折曲銃床式は、第1空挺団の様な落下傘部隊向けとして小型化・操作性向上を目的とし、当時開発中の新型歩兵戦闘車（89式装甲戦闘車）の銃眼で用いることも考慮していた。
1981年には防衛庁技術研究本部向けのテストを行うため、豊和工業のHR-10とHR-11の成果と技術本部一研内での研究成果を反映し、技本研究試作銃（研試銃）が設計された。固定銃床式の標準型と折曲銃床式の軽量型の2種類が設計・試作されるが、それぞれHR-10とHR-11の物に準じていた。重量は、耐久性向上などから100-200gの増量となった。技本研究試作銃によるテストは部分的な改良設計を施しつつ、1982年-1983年に掛けて行われた。
HR-10・HR-11、および技本研究試作銃の成果を受けて、1984年にHR-12の設計が開始され、1985年6月に完成した。HR-12は技本研究試作銃標準型と軽量型の折衷型とも言える試作銃で、プラスチック製一体型トリガーガードや折曲銃床式を備えている。続いて社内研究用にHR-13が試作された（後述）。HR-14は、64式の開発の時と同様に、4は縁起が悪いと使用されなかった名称である。
1986年にはHR-12を発展させたHR-15が設計・製作される。HR-15は予備試作銃とも呼ばれ、限定生産された後に防衛庁に納入されている。切換レバーはそれまで左側にあったものの、このHR-15の試作で右側へ移されている。これは、自衛隊での各個動作（戦闘行動）において脇に抱えたり、提げ銃（銃身付け根付近を持つ状態）で移動や匍匐を行うことが多く、不用意に切り替わってしまうことを防ぐためである。

### 制式化

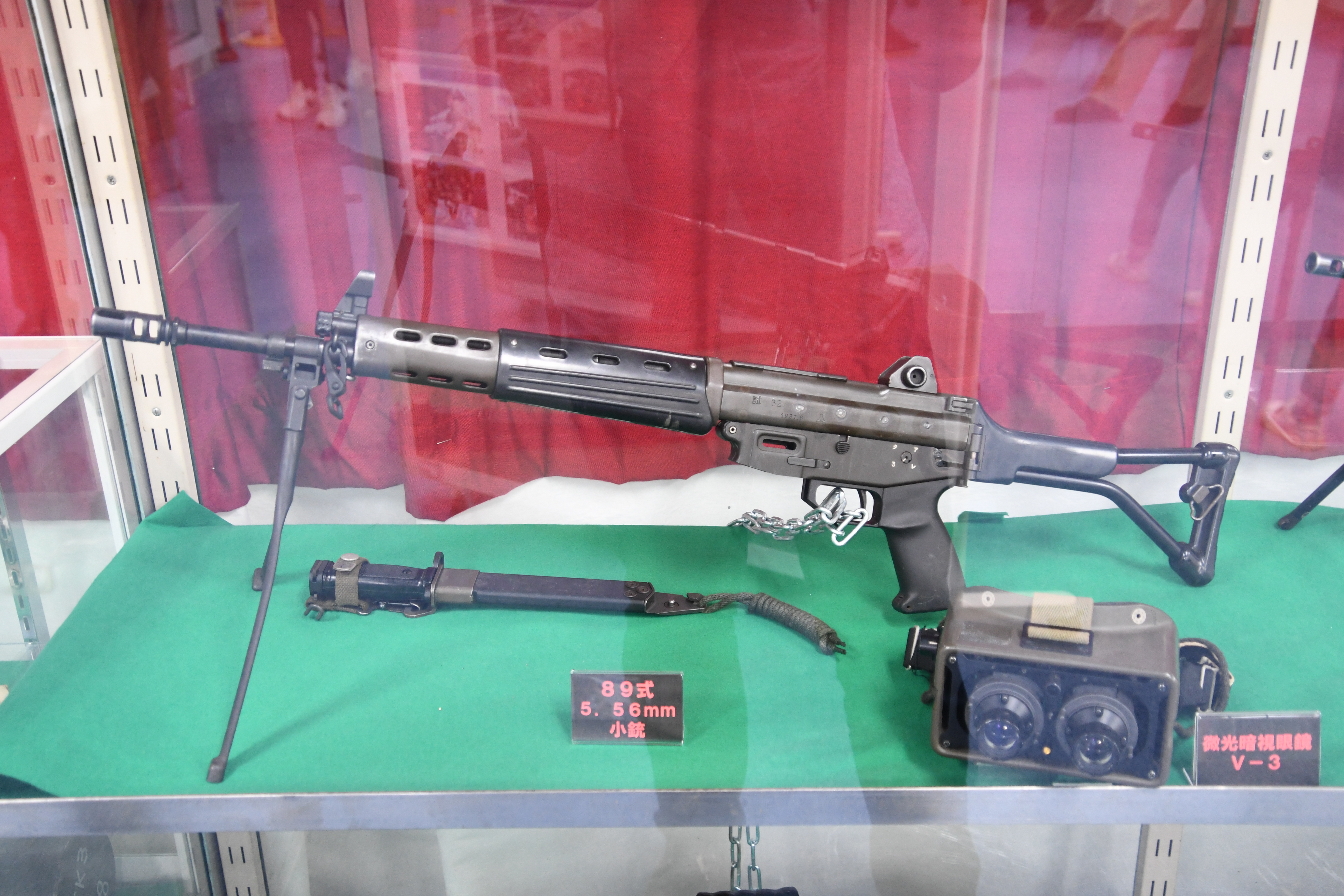
伊丹駐屯地厚生センター内資料室にて展示される折曲銃床式の89式
1987.8の刻印から制式化前に限定生産されたHR-16（開発試作銃）とみられる

最終試作銃となったHR-16（開発試作銃）は、HR-15の改良型で、1987年に限定生産が始められる。HR-16には固定銃床式と折曲銃床式の2種類が用意されたが、銃床の部品の差異はあるものの、その他の部品は共通化され重量はほぼ同じとなった。HR-16は、各地の自衛隊に送られ、操作性・命中精度・耐久性といったテストのほか、寒冷地・砂塵・油脂残存などに対する耐久性など、多岐にわたる試験が実施された。
良好なテスト結果を受けて、1989年にHR-16は89式5.56mm小銃との制式名が与えられ、自衛隊の新制式小銃として制定された。
弾薬（実包）についても89式5.56mm普通弾が開発された。実射データの詳細は公表されていないものの、5.56x45mm（SS109）に近い特性を持った弾薬であるという。弾倉はM16の物で、NATOの標準型マガジンとして制式化されたSTANAG マガジンと同型の物を採用するが、左側面に残弾確認用の穴が設けられた。
ちなみに、豊和工業は89式開発に際して、バースト機構などの実用新案・特許を13件取得している。

## 特徴

### 基本構造

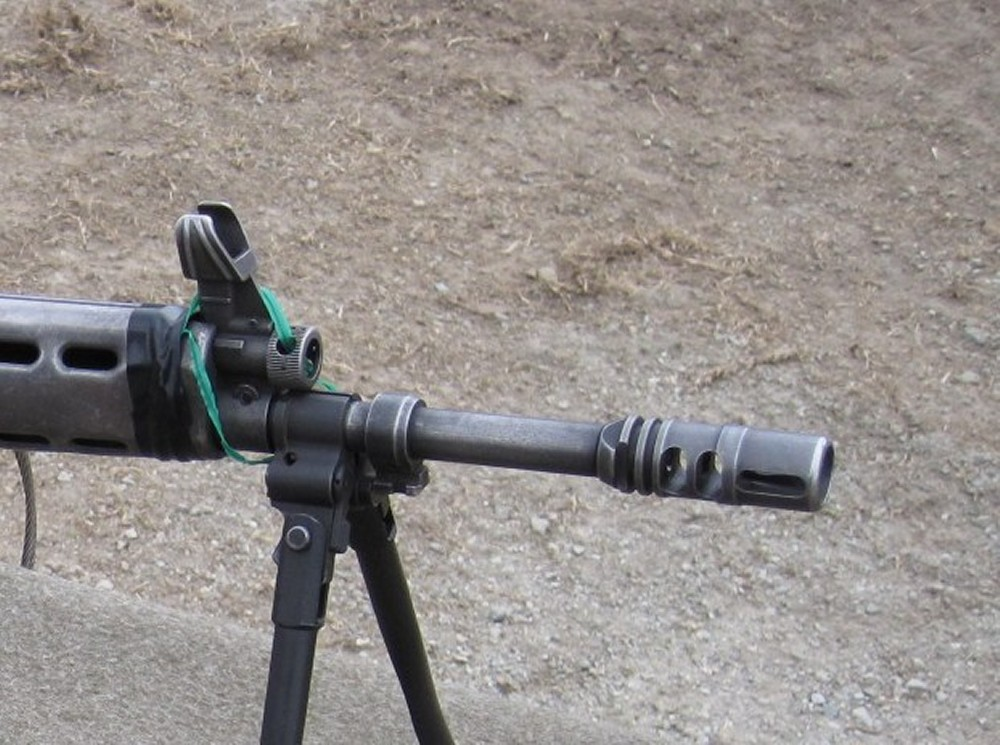
先端に備わる消炎制退器・照星部・ガス調整子
二脚と消炎制退器の間にあるのは剣止め
万一の脱落を予防するため、ガス調整子に針金、被筒先端にビニールテープが巻かれている

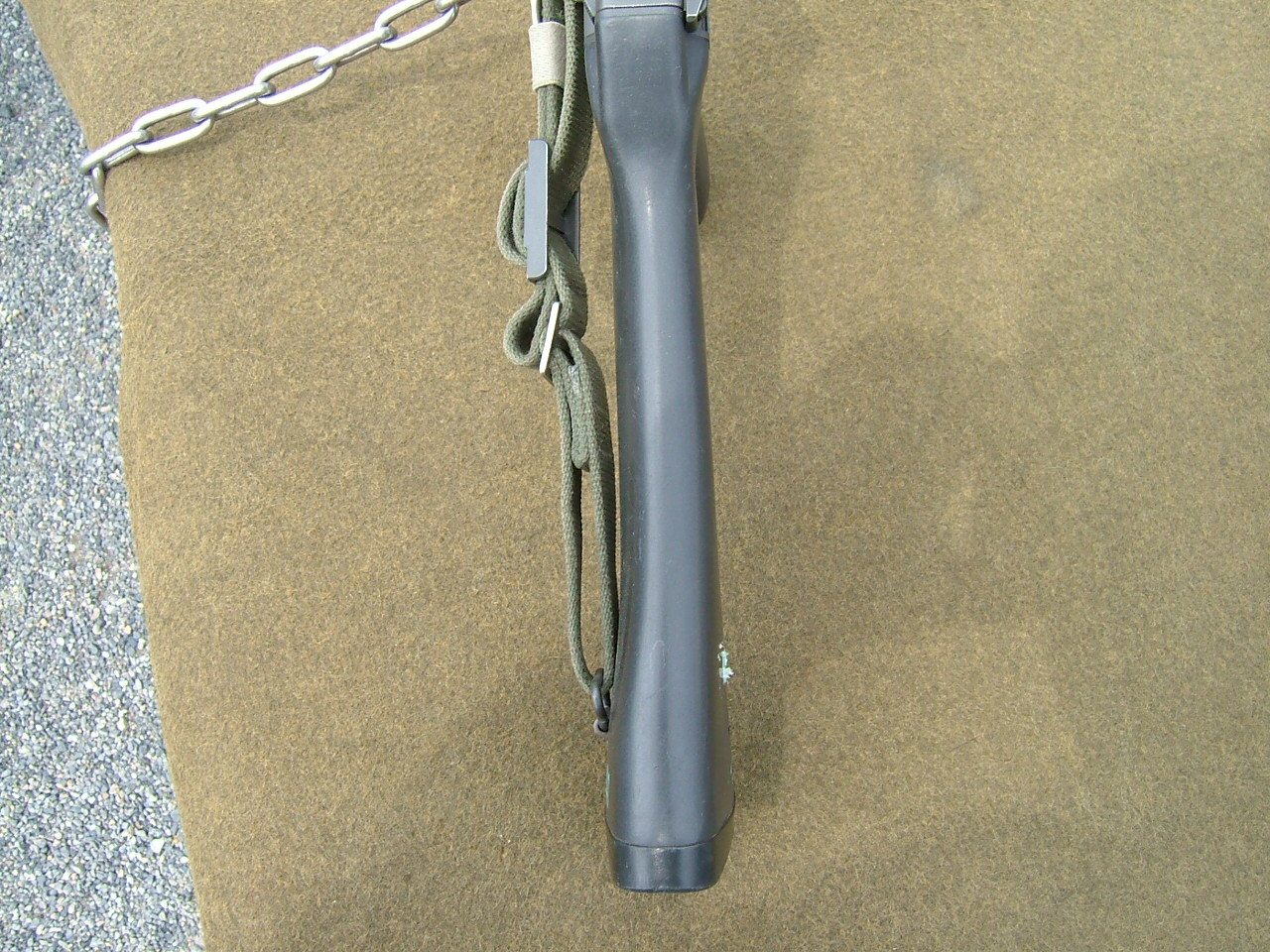
左右非対称の銃床

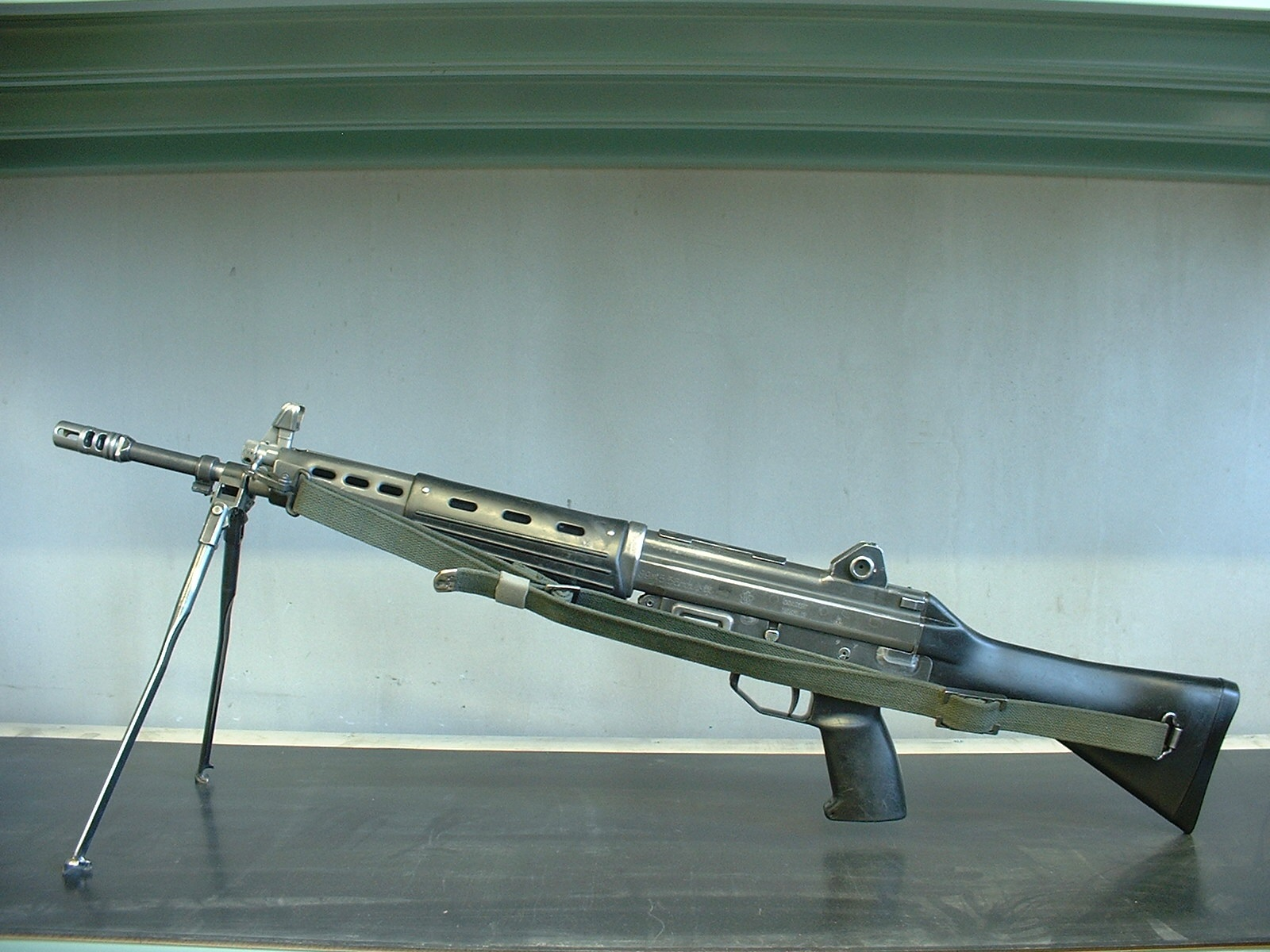
第26普通科連隊第2中隊武器庫にて。 初期型のため、現在とは切替軸と負い紐及び刻印に違いがある

銃本体は銃身部、銃尾機関部、引金室部、銃床部で構成される。スチール板プレスやロストワックス、樹脂部品の採用で軽量化を図り、小口径弾薬の使用と効果の高い銃口制退器によって射撃時の反動を軽減している。部品点数は約100点で、64式7.62mm小銃に比べて約10%減少している。
防衛陣地の掩体などからの安定した射撃と連射時の命中精度向上を重視し、64式と同様に二脚を標準装備する。アルミニウム系軽合金製の二脚は64式のものと異なり、脱着が可能で、中央即応連隊のように式典時を含め、取り外している部隊も存在する。二脚は被筒部に畳んだ状態でも銃を保持しやすいよう、突起を少なくし、支柱部分はゆるく曲がった形状になっている。被筒部は前方にある止め軸を外すことで、左右に分離する。外した二脚は専用の収納袋に入れて携行する。
被筒部には放熱口が開けられている他、内部は金属部から熱が直接伝わるのを防ぐための隙間が設けられている。尾筒上面には薬莢受けなどの取り付けを考慮し、マウントが溶接されている。また、ダストカバーも備わっている。
照門部には左右に転輪が備えられ、左が射距離切替用、右が左右調整用となっている。射距離切替の左側転輪を一杯に回すと最大値まで上がった後に最低位置に戻る機構となっているが、最小値まで戻す際は転輪を逆転させて下げるよう推奨している。これは、最大値を乗り越えてパチンと下がる動きを繰り返すと、金属疲労により調整機構が破損することがあるためである。64式の照門部は起立式で、作戦中倒れるという指摘を受けて、89式の照門部は固定式となった。また、夜間射撃用に「夜間概略照準具」が開発されており、照星と照門に取り付けて使用する。
握把は、プラスチック製の一体成型で、内部にはクリーニング用具や手入れ用オイルを収納するためのスペースが設けられた。下面の蓋は、実包の先端などを利用してロックを解除することで開く。
銃の前部には89式多用途銃剣が着剣できる。消炎制退器内部は、M16などと同様にテーパ状になっており、奥には空包発射補助具取り付け用ネジが刻まれている。
銃床は64式のものと同様、頬当て部が大きくえぐられた左右非対称の形状となっており、視線を銃の中心に近づけて照準できる。床尾板はゴム製で、銃を保持した際に滑りにくくすると共に消音効果も生みだす。床尾後面には、やはり滑り止めを考慮したX型のリブが設けられている。
89式の尾筒左側面前端に「89式5.56mm小銃」との制式名の刻印が入り、その後方に銃番号・製造年月日・豊和工業のトレードマークが打たれている。なお、2000年頃より納入されている89式には「89R」の刻印が入れられている。

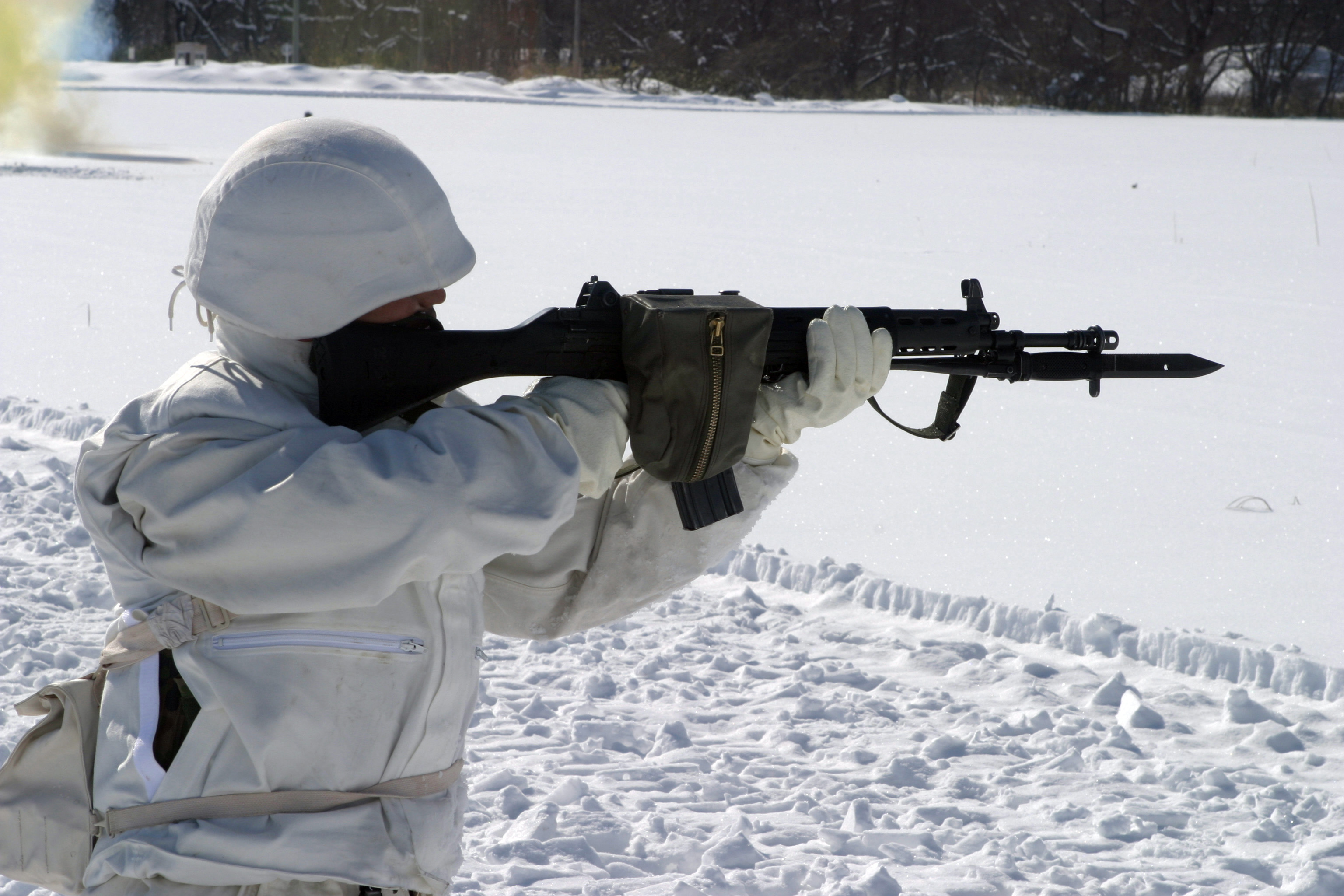
89式小銃を使用した訓練の様子 薬莢受けと89式多用途銃剣を取り付けた状態
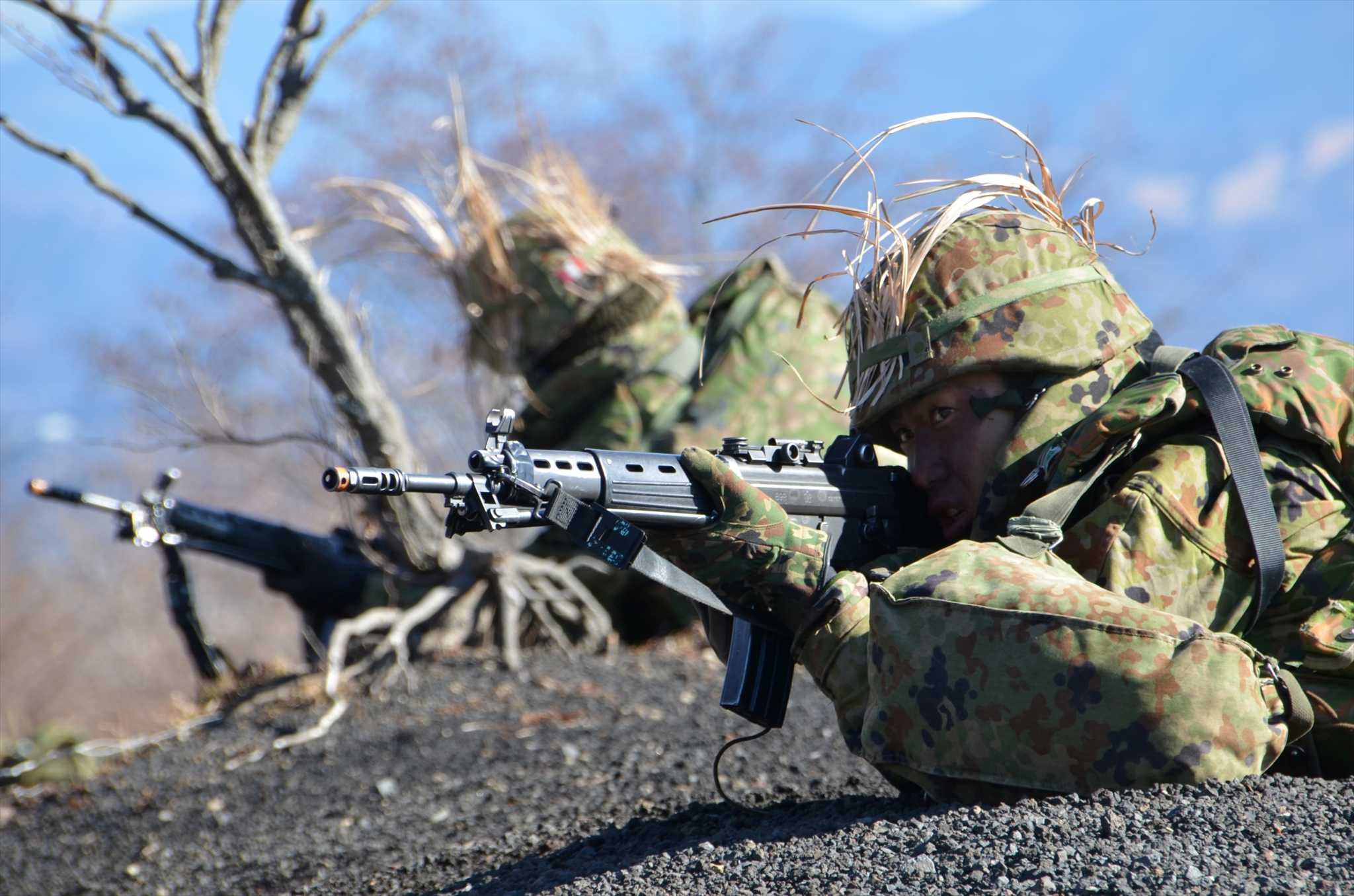
「89R」の刻印が施された89式。消焔制退器には空砲アダプターがねじ込まれている

### 命中精度（公算躱避）
防衛庁の制式要綱「89式5.56mm小銃 B1102」によると、89式の命中精度は89式5.56mm普通弾において以下が標準と記載されている。
命中精度 射距離300mにおいて
- 単射：方向および高低標準偏差19cm以下
- 連射：6発連射が高さ2m、幅2mの範囲内に集束

上記とは別に、射弾の散布を表す基準として方向公算誤差、高低公算誤差、半数必中界が用いられる。
垂直面に対する射弾は、方向公算誤差、高低公算誤差の8倍の区域に散布する。89式の公算誤差は方向および高低ともほぼ等しく、300mにおいて約13cmである。
よって、300mにおける全射弾は縦横約1mの範囲に散布することになる。
この散布域のうち、中心部分の方向、高低それぞれの公算誤差の2倍の区域内に全射弾の約50%が含まれ、この区域をそれぞれ方向半数必中界、高低半数必中界という。両者の重なる区域内には全射弾の約25%が含まれる。89式においては、300mで縦横約26cmの区域に全射弾の25%が含まれることになる。

### 内部機構
内部機構はガス圧利用（ロングストロークガスピストン式）、ロータリーボルト式である。詳細は以下の通り。
ピストン部（ガスシステム）は、参考とされたAR-18のショートストロークガスピストン式（ピストンが短距離を後退して発生する玉突き衝突の慣性のみでボルトキャリア（一般名称、自衛隊名称はスライド）を後退させる方式）とは異なり、ロングストロークピストン式（ピストンがボルトキャリアと同じ距離を移動して作動する方式）を採用する。
ロングストロークガスピストン方式を採用する他の小銃では、通常、ガスポートからボルトキャリアまでおよぶ長いピストンが使われ、また、ピストンとボルトキャリアが一体化した構造となっていることにより、ボルトグループ（ピストン、ボルトキャリア、遊底）の質量が大きく、作動による重心変動、遊底が最後部まで後退した時の衝撃、などが大きくなるため、連射時の命中精度の低下を招きやすいという欠点を持っている。
しかし、89式では、①ピストン長をガスシリンダー部後半のみの比較的短めなものとし、②ピストンをボルトキャリアから分離された別体とすることにより、結果として燃焼ガスの圧力を低いレベルとし急激さを弱められるため、ロングストロークピストン方式の欠点を緩和する構造となっている（緩衝撃ピストン）。これは、ロングストロークガスピストン方式の確実な作動を確保しつつ、ショートストロークガスピストン方式に匹敵する連射時の命中精度を得ることを目指したものである。
また、レシプロエンジンのピストンで使用されるものと類似したピストンリング状の部品がピストン本体に付属し、シリンダーとの間隙を少なくする構造となっている。これにより、ガスシリンダー内でのピストンのガタつきを防ぎ、より滑らかな作動を確保すると共に、高温高圧のガスが銃の作動部へ吹き抜けることを防ぎ、部品寿命の延長、汚れによる作動不良の軽減、などを図っている。
ピストン部の分解は、64式7.62mm小銃では専用工具が必要であったが、89式では工具を使用せずに分解が可能となっている。
遊底は、AR-18と同様のマイクロロッキングラグを持つロータリーボルト式で、6個のラグが薬室後部の反動受け面と噛み合うことで発射時の反動を受け止める。遊底はスライドとカムピンにより結合されており、スライドが前進するとカムにより右回りに約22.5度回転され、反動受け面と噛み合う。
復座ばねは、ボルトキャリア内に二本のばねを配置したAR-18とは異なり、一本の長いばねをシリンダ内に入りこむスライドの突起部に納める形式となっている。
スライド止め（ボルトストップ、ボルトキャッチ）は、64式とは異なりレバー状のものが左側に装備される。64式では最終弾発射後に手動でスライド・遊底部（ボルトキャリア、ボルト）を固定する機能しか持たなかったが、89式では弾倉の押上板と連動し、最終弾発射後に自動的にスライド・遊底部を後退位置で固定する機能（ホールドオープン）を持つ。外部から手動でスライド止めを操作し、スライド・遊底部をホールドオープンさせることは可能であるが、弾倉交換後にスライド止めを押し下げる操作を想定せずに設計されたため、スライド止め自体は小さい。弾倉交換後の再装填は、スライド止めを押し下げるか、64式と同様に後退した槓桿を引くことにより行われる。
撃発機構はAR-15、AR-18と同様にいわゆるダブルフックタイプと呼ばれるものであるが、連発逆鉤を引金と同軸上に配するなど、独自の部品構成となっている。引金室体部、点射機構部は他の自動小銃にはあまり例の無いブロック構造となっており、工具を使用せずに取り外すことができる。
3点制限点射機構は引金室体部とは独立しており、点射機構が故障した場合でも点射機構部のみを取り外せば単射、連射機能は継続して使用できる。また、3点制限点射機構はM16A2などのギアラック方式と違い、豊和工業独自のラチェット式制限点射機構となっており、3点制限点射時に1発または2発の射撃後に引金を緩めた場合でも、次の発砲では再び3点制限点射が可能となっている。

### 安全装置

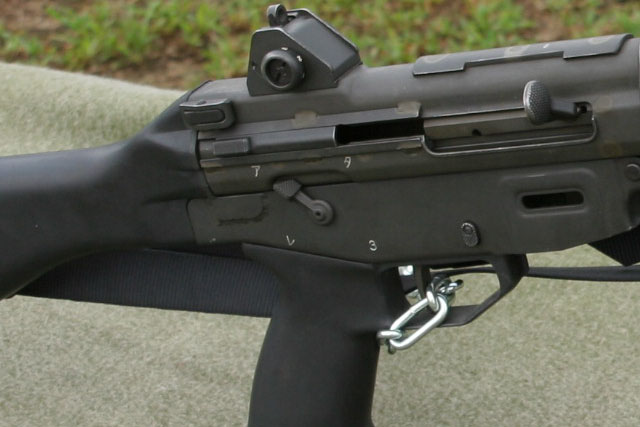
89式小銃の切換レバー

切換レバーは、匍匐の際に意図せず切り替わってしまうことを防ぐ目的で、64式7.62mm小銃と同様に右側に取り付けられている。操作は、ピストルグリップを握った右手を離し、人差し指と親指で摘むようにして行う。64式と異なり、左側面にも刻印が施されており、露出しているセレクター軸のホワイトラインがセレクター表示を示す。後に左方切換レバーの取り付けが行われる（後述）。
切り換えの順番は「ア→レ→3→タ」になっているが、「当たれ」との縁起をかついで「アタレ」とも言われる。ア/レ/3/タの表示が円周上に配置されている関係上、「ア」と「タ」は隣り合っているが、レバーを「ア」から「タ」へ直接動かしたり、360度回転させることはできない。最初に配置されているのは反動の激しい連発射撃であり、また、レバー回転角度が大きいことから操作に時間がかかるため、単発射撃の正確性や行動の素早さを要求される近接戦闘（CQB）を重視する部隊では、アからタまで切換レバーを素早く操作できるようにするための訓練が実施されている。
表記は、ア：安全装置/レ：連射（フルオート）/3：3点制限点射（スリー・ショット・バースト）/タ：単射（セミオート）

### 使用弾薬

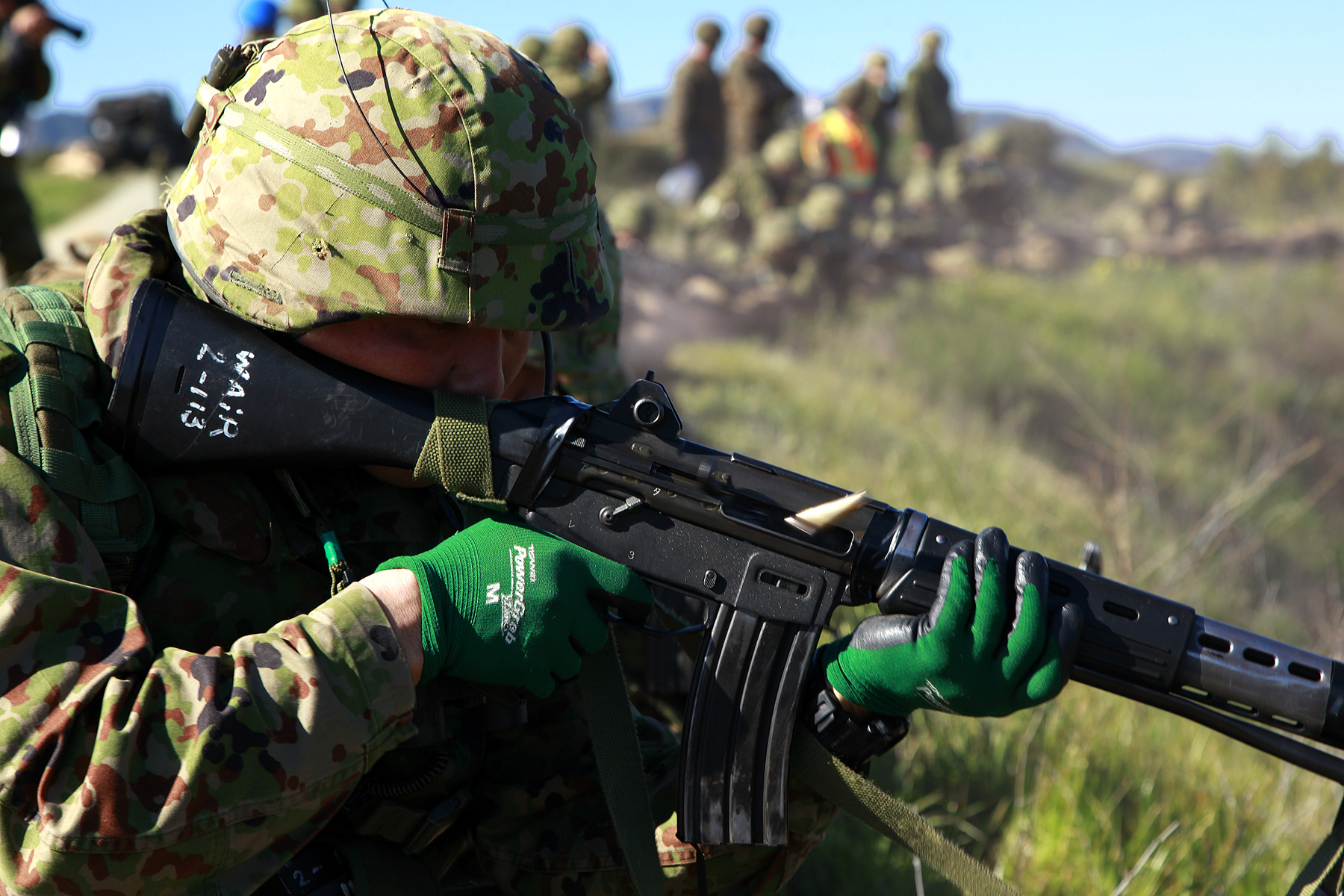
排莢の瞬間

89式5.56mm普通弾（5.56x45mm）は、米軍などが使用するM16用のM855やNATO標準のSS109との互換性を持つ。これにより、安全保障条約を結んでいる米軍の主力小銃との使用弾薬互換が、7.62x51mm弾に引き続き可能になった。
防衛庁の制式要綱「89式5.56mm普通弾(B) C1102B」では、平成5年度から使用されている89式5.56mm普通弾(B)を「弾丸重量4g 発射薬量1.6g 全体重量12g、弾丸は鋼心、鉛心及び被甲から成る」と定義しており、これらの性能はSS109弾薬に準じている。64式7.62mm小銃と比較し、反動は数値上約1/3とされている。
NATO弾に比べて雷管の底の形状、銅や鉛、薬莢の黄銅の成分が微妙に異なるものの、弾道性能は同等である。また、先代の64式の際に採用された7.62mm弾は、従来のNATO弾に比べて火薬量を10%減らした減装弾であったが、この5.56mm弾では火薬量の変更はなされていない。自衛隊で採用された実包には「普通弾」・「曳光弾」・「空包」があり、これに加えて火薬が入っていない「擬製弾」がある。この他、5.56mm NATO弾には徹甲弾も存在するが、自衛隊では採用されていない。
普通弾の弾頭は、前方が鉄製の弾芯、後方が鉛となっており、これを銅の皮（ジャケット）で包んでいる。これは、弾頭形状のスリム化による空気抵抗の軽減と、遠距離における殺傷力向上を図っての採用となった。曳光弾の弾丸の仕様は普通弾と同じであるが、形状の違いから厳密には弾道に差異がある。ただ、実用上問題ない範囲であるという。
平成24年度に弾丸及び雷管を無鉛化した89式5.56mm普通弾(C)を装備化し、翌年から納入が開始された。

### 弾倉

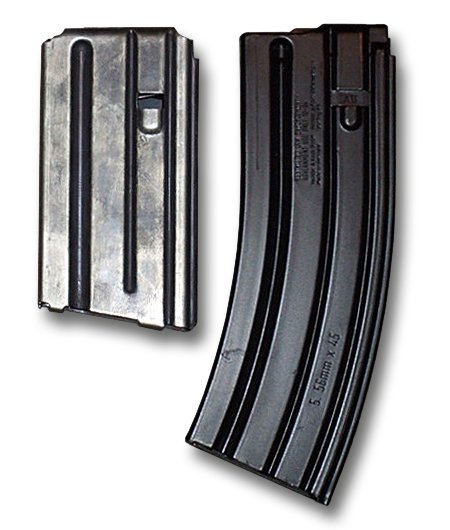
89式小銃で使用されている弾倉と共用可能なSTANAGマガジン
右が30発用で左が20発用

弾倉はM16、L85など、STANAG マガジンに準じた小銃と共用でき、30発用と20発用の二種類がある。弾倉側面には、M16などの弾倉にはない残弾確認孔が開けられている。30発弾倉は戦闘行動を行う部隊、20発弾倉は小銃による戦闘行動を主任務としない部隊などが使用している。
状況により異なる場合もあるが、通常、陸上自衛隊の隊員は弾倉を6本携帯する。弾入れは2本用と1本用の2種類（それぞれ20発弾倉用と30発弾倉用がある）があり、それぞれ2個ずつ、弾帯、防弾チョッキ2型、防弾チョッキ3型等に装着して携帯する。戦闘防弾チョッキの場合は30連弾倉6本分のポケットが縫い付けられている。匍匐などの際に邪魔にならないよう、弾帯に装着する場合は1本用を前面、2本用を背面に取り付ける。この他、官給品として数種類の試作品が製作された集約チョッキ（タクティカルベスト）や、「米軍型」などと呼ばれる米軍のALICE装具を模倣した30発用弾倉が3本収納できる弾入れがPX品として存在する。戦人、LEMサプライなど自衛隊向けの個人装備を販売しているメーカーや、マルチカム迷彩のタクティカルベストやチェストリグ、弾入れなどを私物や部隊で購入して使用する場合もある。

### 89式多用途銃剣

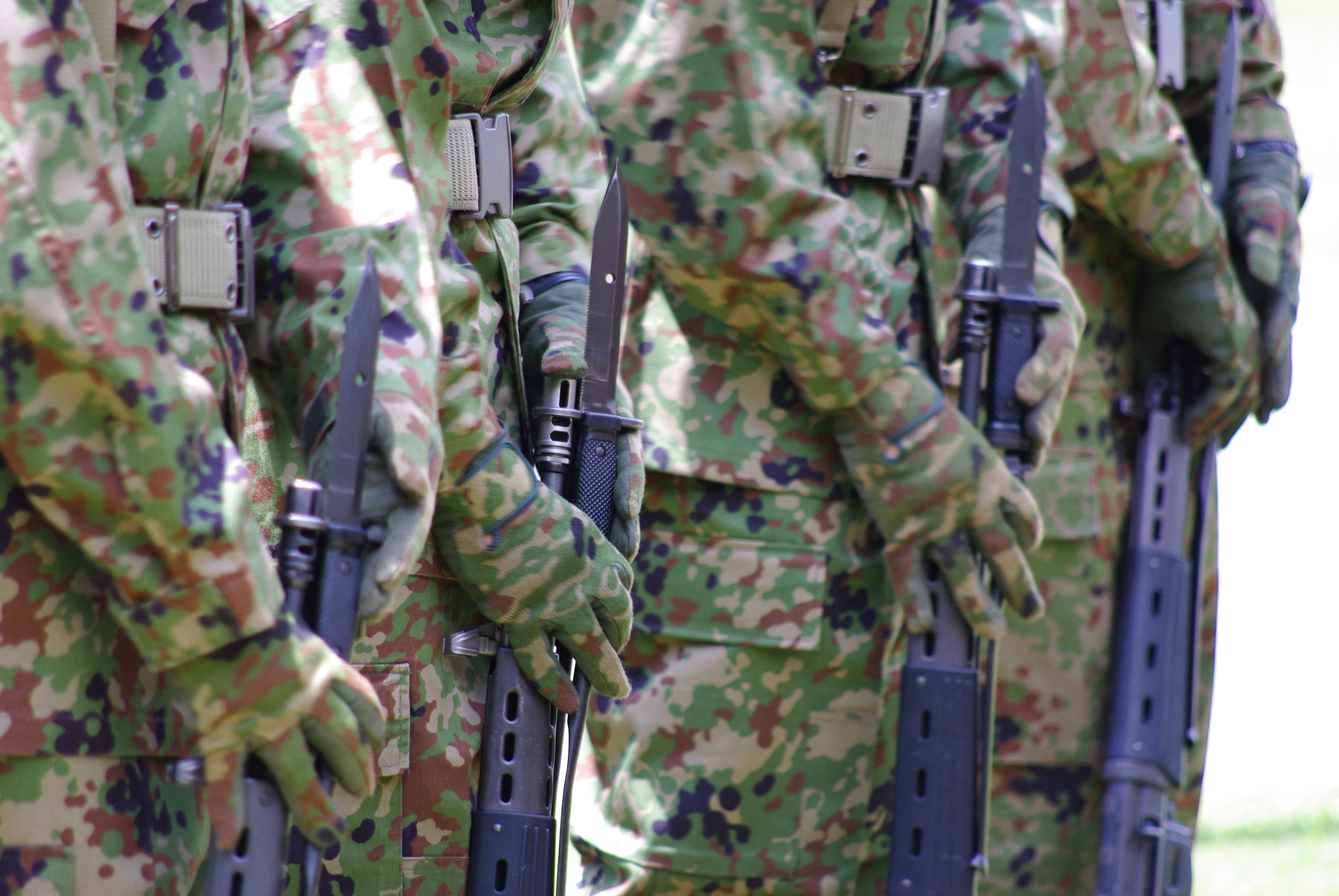
銃身先端に取り付けられた89式多用途銃剣

1989年の89式小銃の制式に伴い開発され、同年に制式化した多用途型の銃剣。全長が27cm、刃渡りは半分程度の15cm内外と、64式銃剣の全長41cm（刃渡り29cm）に比べて短縮されている。銃剣の握りの下に付いている柄頭にT型の溝があり、この部分が銃身先端の剣止めに接続される。この溝には脱落防止用の銃剣止めを差し込むことも可能。鞘に銃剣を入れ、弾帯に装着して携行する際に用いられる。
銃身から外す際は柄頭にある開放レバーを押すことで溝内部のツメが開き、外れる。片刃の刀身の刃背（峯）には木材と軽金属切断兼用の鋸刃を持ち、剣鞘先のピンと銃剣にあいている穴を組み合わせるとワイヤーカッターとして使える。また、剣鞘は、栓抜き、缶切りとして使える。剣止めひもを有するベルト部にはフックがあり、これが鞘にある口金部と接続される。
89式多用途銃剣は20式小銃の導入に伴いいくつかの改良が施された。MoLLEシステムに対応した剣鞘に変更され、ほぼ使う事のないワイヤーカッターなどの機能を持つ剣鞘先端と栓抜きの機能を持つ吊り下げ金具が廃止され、先端部の水抜き穴が大型化された。現在ワイヤーカッター機能が無い銃剣ではあるが、製造工程の関係上刀身の穴は従来通り空いている。
この銃剣は支給時には錆や消耗、怪我などを防ぐため刃がつけられておらず勝手に研ぐことは禁止されており、必要時に刃付けすることになっている。

### 調達価格
日本国政府の武器禁輸政策により、需要が自衛隊や海上保安庁・警察に限られ、単年度会計による調達のため、一度に大量生産されないことから、調達数によっては価格が34万円になることもあった。
2008年当時は量産効果により単価が下がっており、契約情報に記載されている価格から逆算した単価は平成20年度の時点で約28万円であり、欧州製のライフルと同等程度（スイスのSIG SG550やフランスのFA-MAS G2は3,000ユーロ、ステアーAUG A1は20万2,000円）、旧東側諸国の納入価格・数百-千ドル程度に比べると高額となっている。
2018年（平成30年）契約は調達量が減少したため単価が約32万円となっている。

### 同世代ライフルとの比較
|          | 89式小銃                                  | AK-74M                                    | 95式小銃                                  | AUG                                       | FNC                       | M16A2                                     | SG550                                     | ガリル                                    |
| -------- | ----------------------------------------- | ----------------------------------------- | ----------------------------------------- | ----------------------------------------- | ------------------------- | ----------------------------------------- | ----------------------------------------- | ----------------------------------------- |
| 画像     |                                           |                                           |                                           |                                           |                           |                                           |                                           |                                           |
| 口径     | 5.56mm                                    | 5.45mm                                    | 5.8mm                                     | 5.56mm                                    | 5.56mm                    | 5.56mm                                    | 5.56mm                                    | 5.56mm                                    |
| 銃身長   | 420mm                                     | 415mm                                     | 463mm                                     | 508mm                                     | 412mm                     | 508mm                                     | 528mm                                     | 460mm                                     |
| 全長     | 916mm                                     | 943mm                                     | 745mm                                     | 790mm                                     | 1,010mm                   | 999mm                                     | 998mm                                     | 979mm                                     |
| 重量     | 3.5kg                                     | 3.3kg                                     | 3.25kg                                    | 3.6kg                                     | 4.0kg                     | 3.5kg                                     | 4.05kg                                    | 4.325kg                                   |
| 発射速度 | 650-850発/分                              | 600-650発/分                              | 600-800発/分                              | 700-850発/分                              | 625-675発/分              | 900発/分                                  | 700発/分                                  | 650-700発/分                              |
| 作動方式 | ガス圧作動 ロングストロークガスピストン式 | ガス圧作動 ロングストロークガスピストン式 | ガス圧作動 ロングストロークガスピストン式 | ガス圧作動 ロングストロークガスピストン式 | ガス圧作動 リュングマン式 | ガス圧作動 ロングストロークガスピストン式 | ガス圧作動 ロングストロークガスピストン式 | ガス圧作動 ロングストロークガスピストン式 |

## 配備状況
陸上自衛隊の定員である、常備自衛官約15万人（実員約14万人）、即応予備自衛官約8,500人、予備自衛官4万6,000人、予備自衛官補4,600人（非戦闘員だが、訓練で小銃を使用）に対して平成30年度までに144,723丁の予算が計上された。配備ペースは年間およそ3,000丁（平成16年度は3,254丁）だったが、平成17年度には7,084丁、平成18年度は6,064丁、平成19年度は6,424丁が調達され、平成20年度において全作戦基本部隊に配備するために20,005丁の一括調達が行われ、この影響で21年度の調達数は0丁となった。平成22年度予算では10,012丁の調達が行われている。制式化直後に導入された89式は、2000年代中盤頃より耐用限界を迎えて廃用となり始めている。
230,000丁以上製造された64式7.62mm小銃の長い銃身寿命もあり、総入れ替えといった方法での更新がされなかった。それでも、2000年頃から全国的に89式がみられるようになり、現在では陸上自衛隊の常備自衛官部隊では64式の更新は終了した。現在は一部の部隊で予備自衛官訓練に使用されるのみである。
陸上自衛隊以外では、海上自衛隊のほか海上保安庁の特殊警備隊（SST）や特別警備隊、警察の特殊部隊（SAT）に折曲銃床式の89式が配備されている。自衛隊では薬莢受けを取り付けたり、たも網などを使用して実弾や空包の薬莢を回収しているが、海上保安庁では公開訓練などにおいて薬莢を回収していない場面が多く見受けられる。
水没など銃が故障する可能性がある訓練や実銃が持ち込めない場所などで用いられる擬製銃（ラバーガン）、交戦訓練用装置（バトラー）、CQB訓練用の電動ガンなどの訓練機材も併せても配備されている。

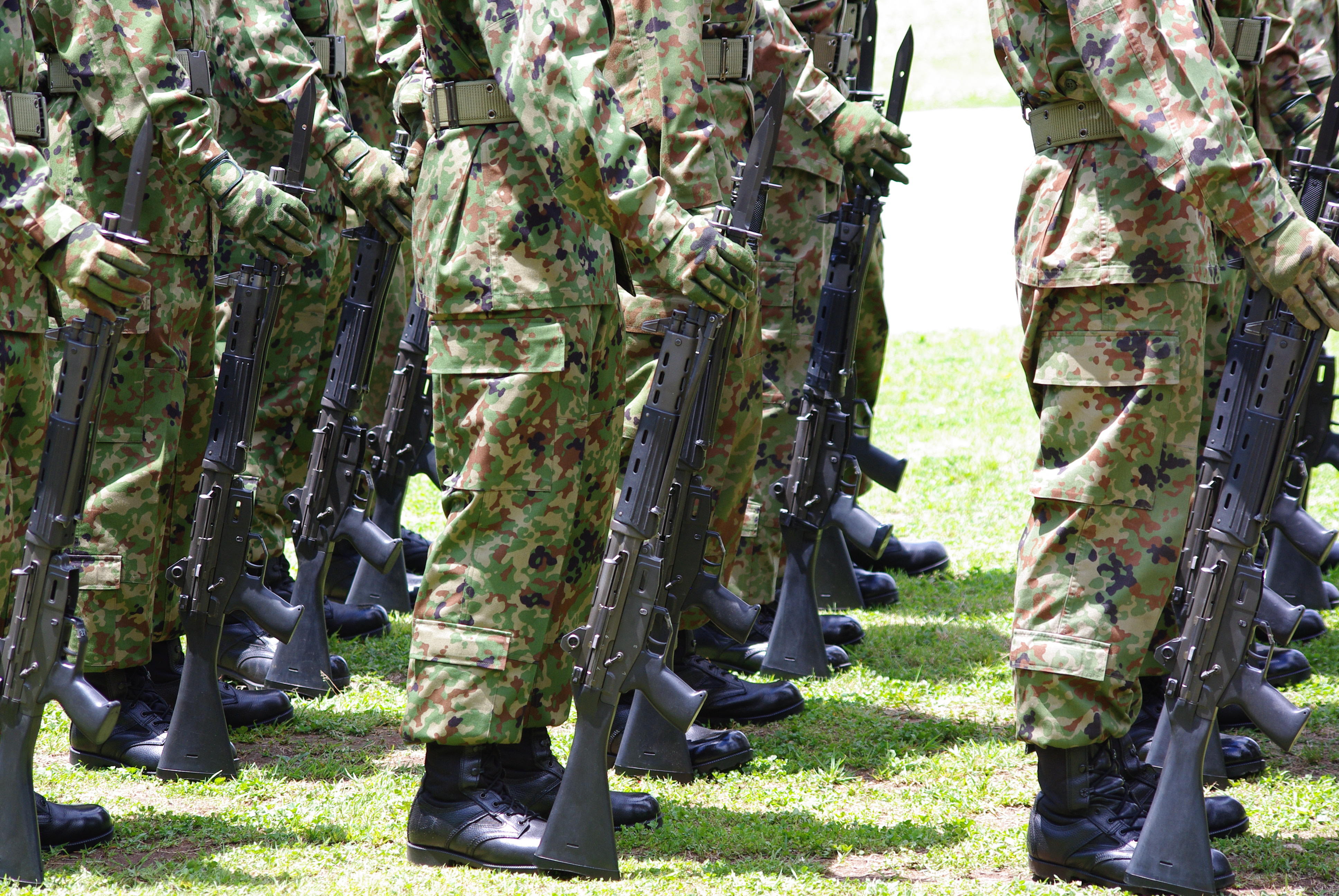
「休め（執銃時）」の姿勢をとる自衛官
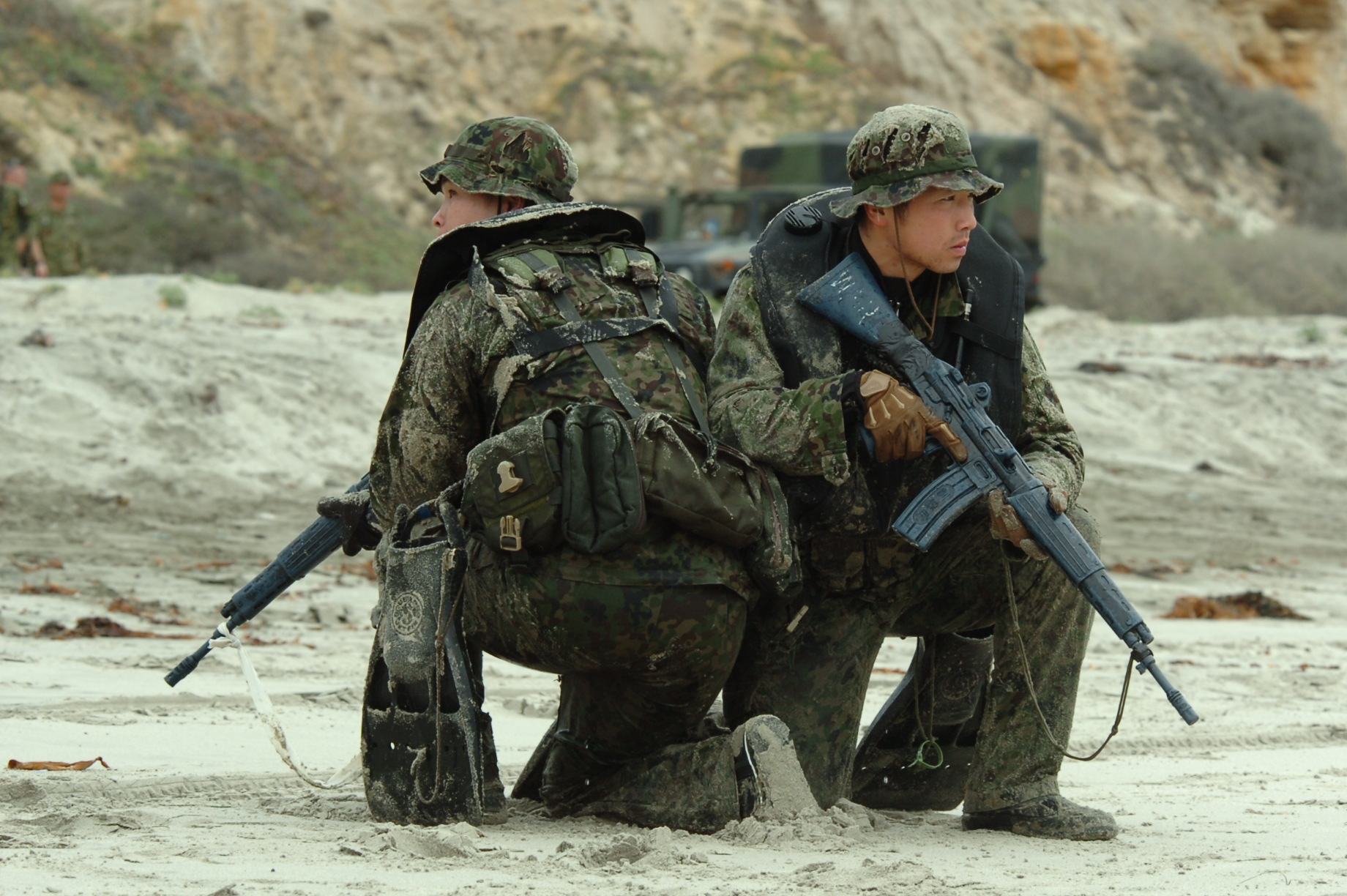
2013年にカリフォルニア州で行われた、アメリカ軍との共同上陸訓練に参加した陸上自衛官。擬製銃（ラバーガン）を使っている。
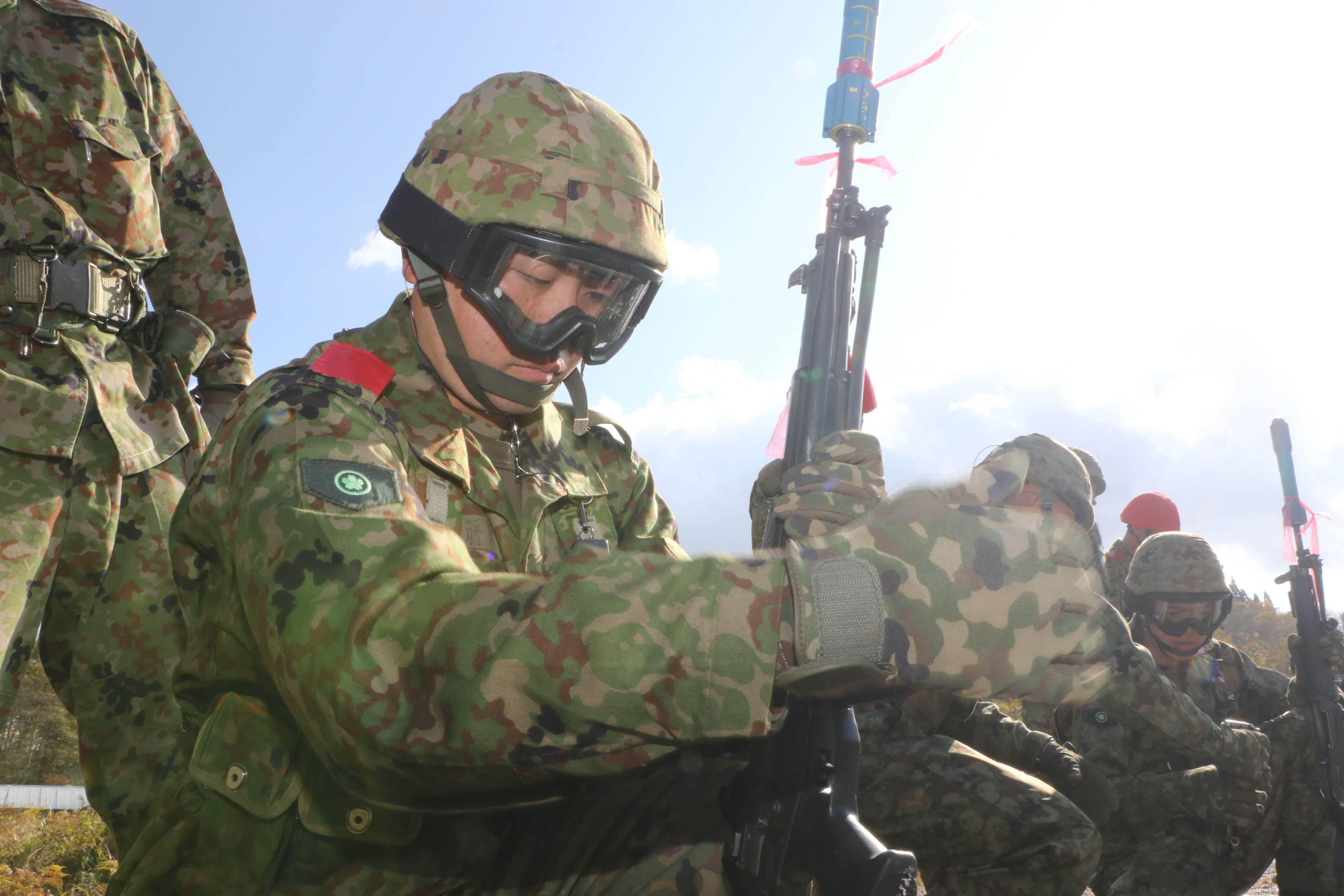
演習用の06式小銃てき弾を装備した状態。
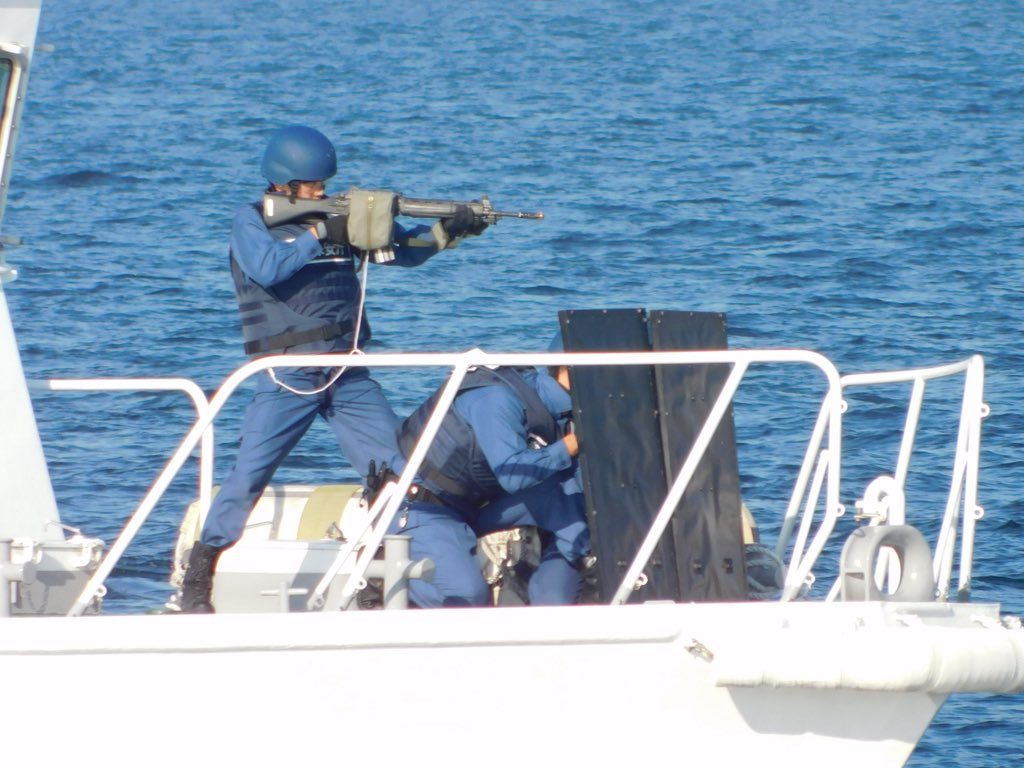
阪南港テロ対策総合訓練にて、89式小銃を構える海上保安官。薬莢受けと落下防止の紐を使っている。

| 予算計上年度         | 調達数    |
| -------------------- | --------- |
| 平成元年度（1989年） | 1,803丁   |
| 平成2年度（1990年）  | 2,753丁   |
| 平成3年度（1991年）  | 4,418丁   |
| 平成4年度（1992年）  | 4,508丁   |
| 平成5年度（1993年）  | 3,390丁   |
| 平成6年度（1994年）  | 3,393丁   |
| 平成7年度（1995年）  | 3,356丁   |
| 平成8年度（1996年）  | 2,972丁   |
| 平成9年度（1997年）  | 2,735丁   |
| 平成10年度（1998年） | 2,924丁   |
| 平成11年度（1999年） | 3,308丁   |
| 平成12年度（2000年） | 2,937丁   |
| 平成13年度（2001年） | 2,800丁   |
| 平成14年度（2002年） | 2,948丁   |
| 平成15年度（2003年） | 3,397丁   |
| 平成16年度（2004年） | 3,254丁   |
| 平成17年度（2005年） | 7,084丁   |
| 平成18年度（2006年） | 6,064丁   |
| 平成19年度（2007年） | 6,424丁   |
| 平成20年度（2008年） | 20,005丁  |
| 平成21年度（2009年） | 0丁       |
| 平成22年度（2010年） | 10,012丁  |
| 平成23年度（2011年） | 10,033丁  |
| 平成24年度（2012年） | 9,513丁   |
| 平成25年度（2013年） | 6,949丁   |
| 平成26年度（2014年） | 6,726丁   |
| 平成27年度（2015年） | 4,217丁   |
| 平成28年度（2016年） | 3,000丁   |
| 平成29年度（2017年） | 2,300丁   |
| 平成30年度（2018年） | 1,500丁   |
| 合計                 | 144,723丁 |

| 先代 64式7.62mm小銃 | 自衛隊制式小銃 1989-現在 | 次代 20式5.56mm小銃 |

## 追加仕様

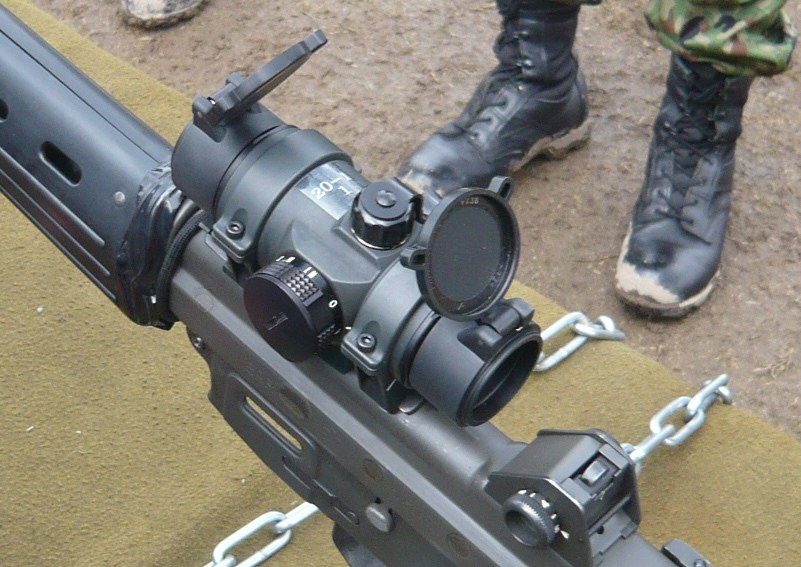
89式小銃用照準補助具

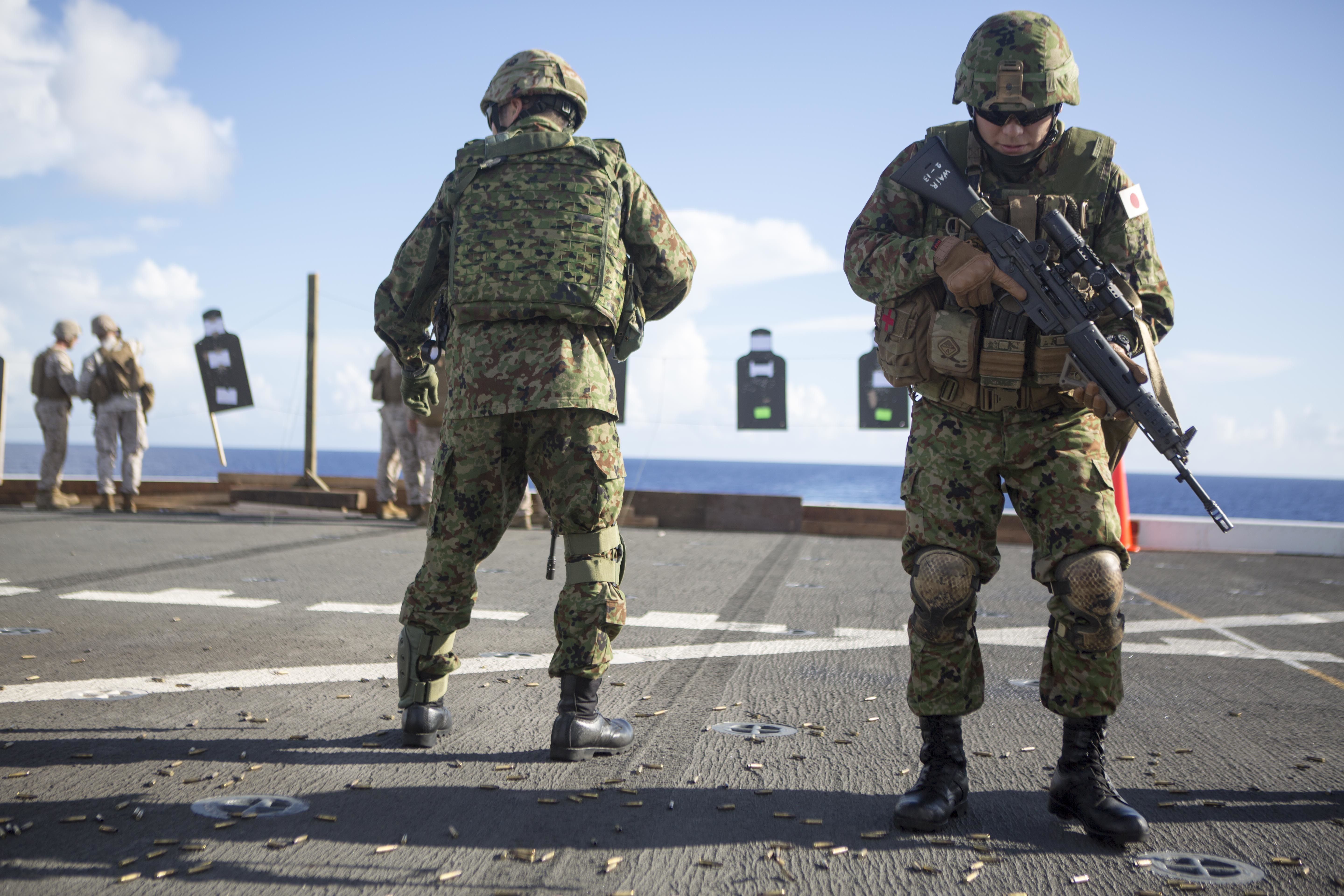
ショートスコープとマグプル社製のアングルドフォアグリップを装着した89式小銃。米艦グリーン・ベイ艦上での射撃訓練にて

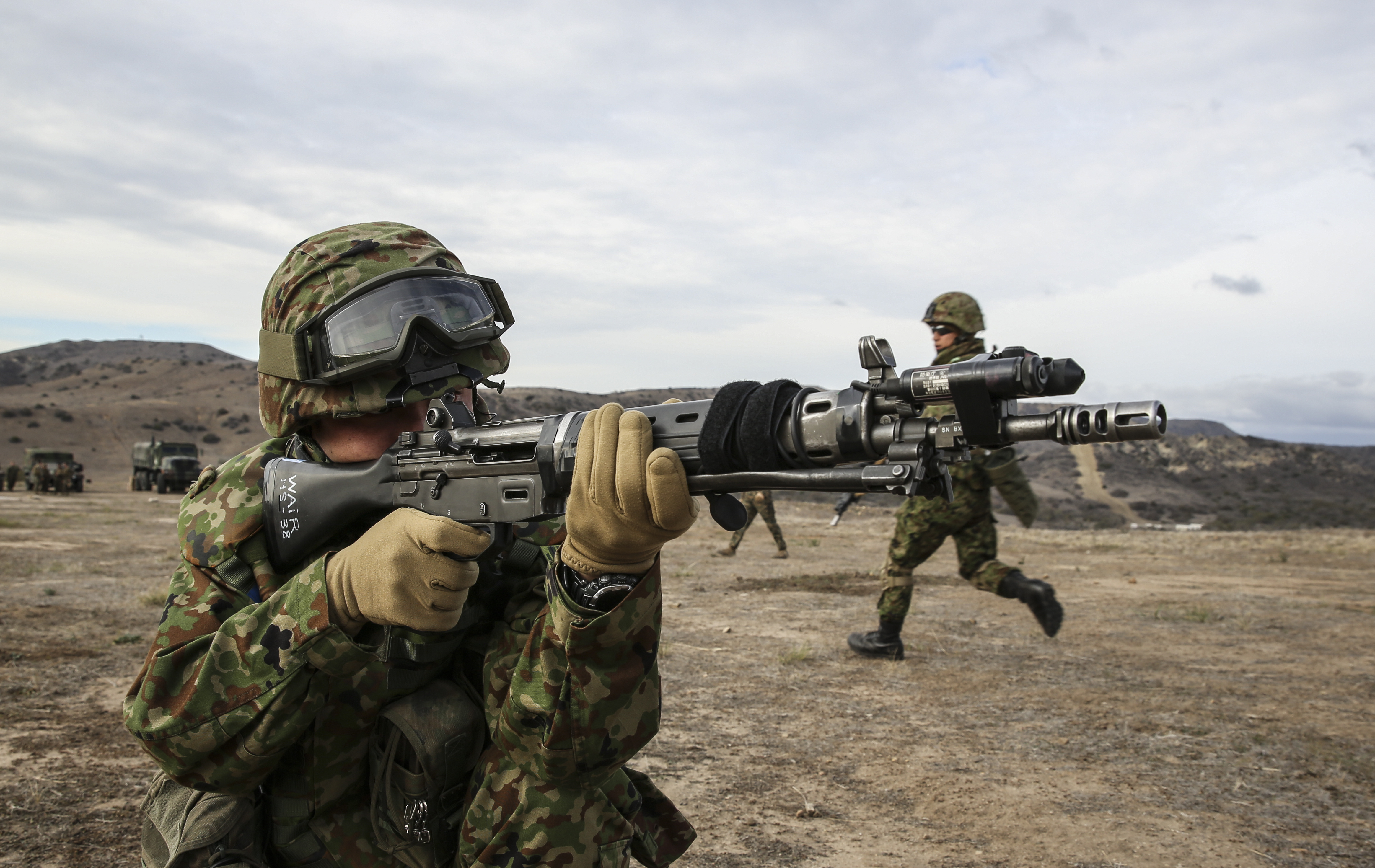
赤外線レーザー照準具（JVS-V1）を装着した89式小銃

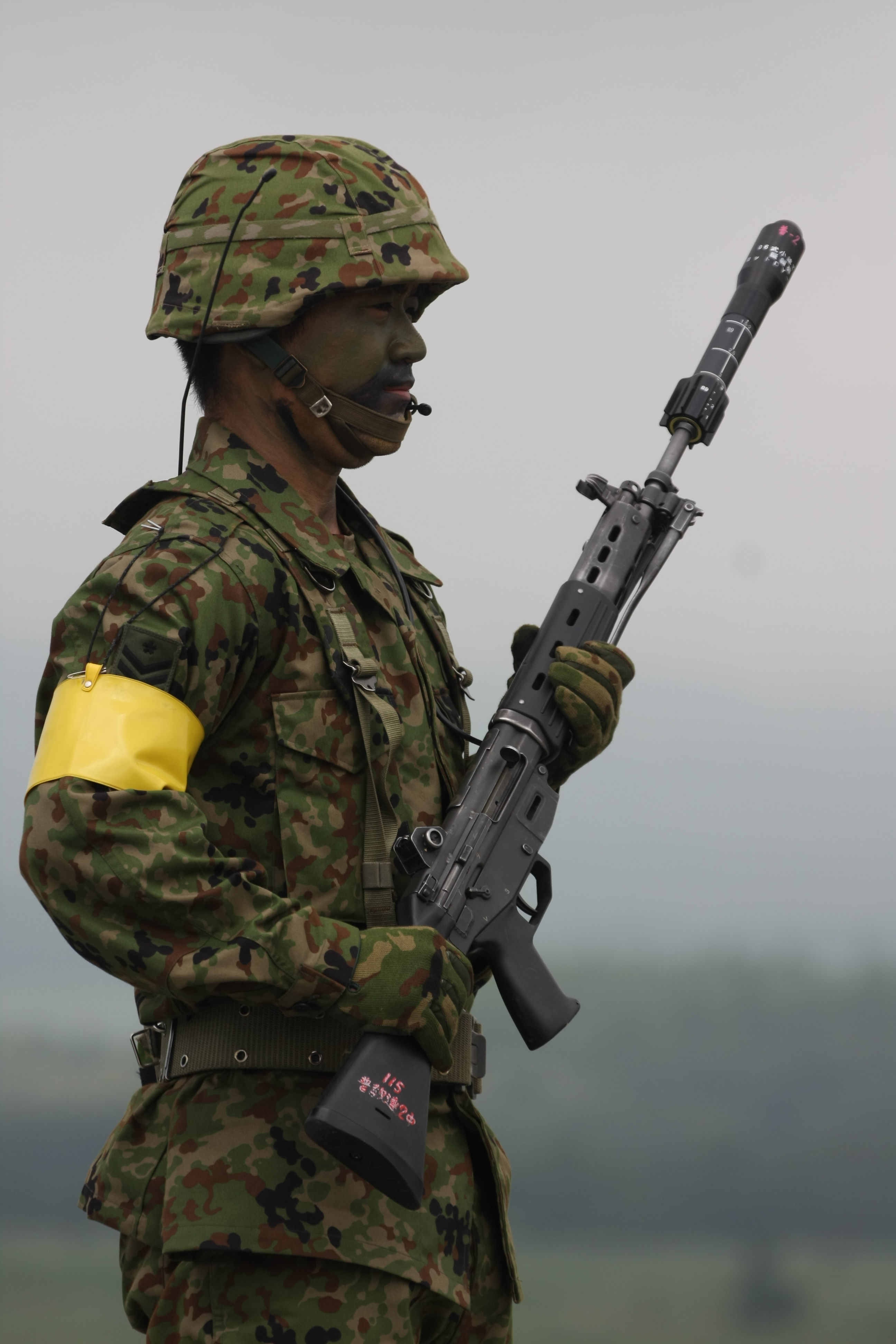
06式小銃てき弾（擬製弾）を装着した89式

89式は、対テロ・対ゲリラ戦闘や海外派遣など近年の防衛方策の変化に伴い、使用する現場の要求と状況に合わせた改修が施されている。特に第34普通科連隊がアメリカへ訓練派遣されたことをきっかけとし、自衛隊では米軍式CQBを取り入れ始めた。その後、第16普通科連隊、普通科教導連隊と続き、それらの経験を踏まえて野戦一辺倒であったものから機動性に富むものへと、89式の運用方法に新たな方向性を決めることとなった。以降、至近距離目標への射撃訓練や、密集隊形による小銃を振り回すような訓練、二脚の取り外し、民間メーカー協力による（制式化以前の）ダットサイトの導入など、それまで行われていなかった動きがみられるようになった。

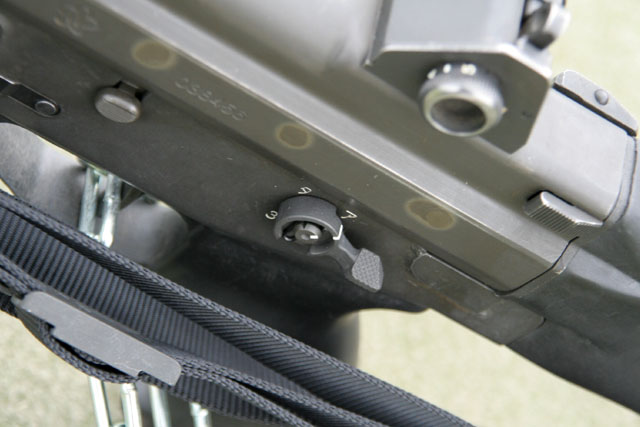
追加された左方切換レバー

切換レバー
89式は、自衛隊式の匍匐前進時の上面となる右側面に切換レバーを設けているが、イラク復興支援特措法に基づき、イラクのサマーワに派遣（自衛隊イラク派遣）されていた部隊では、左側にも切換レバーが付けられた。これは、他の自動小銃のように操作性を高めることに重点をおいた物ではなく、左手に持ち替えて発砲する際に右手で撃っているときと同じ程度の操作が行えるようにするための改修とされる。この改修は、イラク派遣における一時的なもので、任務終了時には改造指示書により、左方切換レバーは取り外された。
後に、市街地戦闘訓練で得た部隊からの改善要求に伴い、すべての89式に左方切換レバーの取り付けが正式に決まり、順次左方切換レバーの取り付けが始まっている。
この改造を、折曲銃床式の89式で行うと切換レバーと干渉して銃床が折りたためなくなるため、干渉を避けるための溝をつけたタイプの銃床の配備も同時に行われている。
光学照準器（ダットサイト・低倍率サイト）
近接戦闘で素早く照準を合わせられる光学式の照準器。2000年代に入ってから陸上自衛隊や海上保安庁で使用されている。訓練を撮影した画像では、サイトロンジャパンのMD-33やAimpoint ABのCompM2もしくはML2、EOTechのEOTech551などが確認されている（これらは、隊員の自費や部隊単位で購入されたものである）。ダットサイトの取り付けに必要なレールマウントは、サイトロンジャパンやスイスのブリュッガー&トーメ社が販売している。
陸上自衛隊ではタスコジャパン（現：サイトロンジャパン）のMD-33や機種不明の官品ダットサイトをイラク派遣の際に採用しており、イラク派遣仕様の89式に取り付けられた。平成19年度予算からは、その後継となる「89式小銃用照準補助具」が調達されている。89式小銃用照準補助具用のマウントは、側面に薬莢受けやレーザー交戦装置（バトラー）用のレーザーを取り付けることが可能になっており、他のマウントのように、それらの装置と併用できなかったり、併用することでダットサイトの取り付け位置が変わることが無いように設計されている。2010年に確認されたものはマウント（ピカティニー・レールを採用）や本体の形状が変更されている。
調達は初年度のみ辰野株式会社からの購入で、以後は東芝電波プロダクツから購入していたが、22年度は辰野株式会社から購入している。
2013年にオーストラリアで行われたAASAM（Australian Army Skill at Arms Meeting）に参加した陸上自衛隊の部隊はピカティニー・レールを取り付け、ACOGを装備している。
また詳細は不明だが、東京スコープからG89と呼ばれる光学サイトが納入されている。
| 調達年度                    | 数量               |
| --------------------------- | ------------------ |
| 平成19年度（2007.4-2008.3） | 1,505個            |
| 平成20年度（2008.4-2009.3） | 7,462個            |
| 平成21年度（2009.4-2010.3） | 7,445個            |
| 平成22年度（2010.4-2011.3） | 93個               |
| 平成23年度（2011.4-2012.3） | 336個              |
| 平成24年度（2012.4-2013.3） | 87個               |
| 平成25年度（2012.4-2013.3） | 調達情報に記載なし |
| 合計                        | 16,928個           |

レーザー照準具
夜間・閉所などの暗所における照準具。官給品として「JVS-V1」が配備されている。消炎制退器後方の銃身に附属レールをもって固定装着する。個人用暗視装置 JGVS-V8使用時に併用される装備であり、肉眼では見えない赤外線レーザーを使用している。外観はアメリカ陸軍のAN/PEQ-4とよく似ている。
06式小銃てき弾
2006年に制式化された、89式および64式に対応した小銃擲弾。弾頭は成形炸薬弾で、ある程度の対戦車能力を有している。防弾布のブレットトラップによって実弾を受け止める方式なので、空包に交換する必要がなく、銃口に装着するだけで発射できる。また、M203などと異なり専用の発射装置を必要とせず、全ての小銃手が使用できる。照準を補助するための簡易なアタッチメントとして、「06式小銃てき弾用照準具II型」が存在する。

前方握把
いわゆるフォアグリップ。陸上自衛隊の近接戦闘訓練などで、研究的に装着する隊員が確認されている。官給品には存在しない装備で、小銃の破損事故が発生したため現在は使用が禁止されているが、サイトロンジャパンの官公庁向けカタログなどには現在でも製品として掲載されている。
フラッシュライト
前方握把と同じく、陸上自衛隊の近接戦闘訓練などで使用が確認されている。こちらも官給品には存在しない装備である。
負い紐
陸上自衛隊ではイラク派遣と前後して従来の2点式スリングの後継として3点式スリングを採用している。官品の3点式スリングは2つのバックルが付いており、前方のバックルを外すと追い紐が緩まり、射撃が容易に、後方のバックルを外すとスリングが体から外れるようになっている。また、中央即応連隊など1点式スリングを使用する部隊もある。
89式小銃用空包発射補助具（閉所戦闘用）
閉所戦闘用の空包発射補助具。従来型の空包発射補助具は至近距離で発砲した場合、相手側が負傷する恐れがあり、2000年代に入ってから重視されるようになった閉所戦闘訓練での使用に適さなかったため、新規に開発された。通称ゼロアタッチ。

## 派生型
89式は、いくつかの派生型が開発・試作されたが、現在までに採用されたのは折曲銃床式のみ。

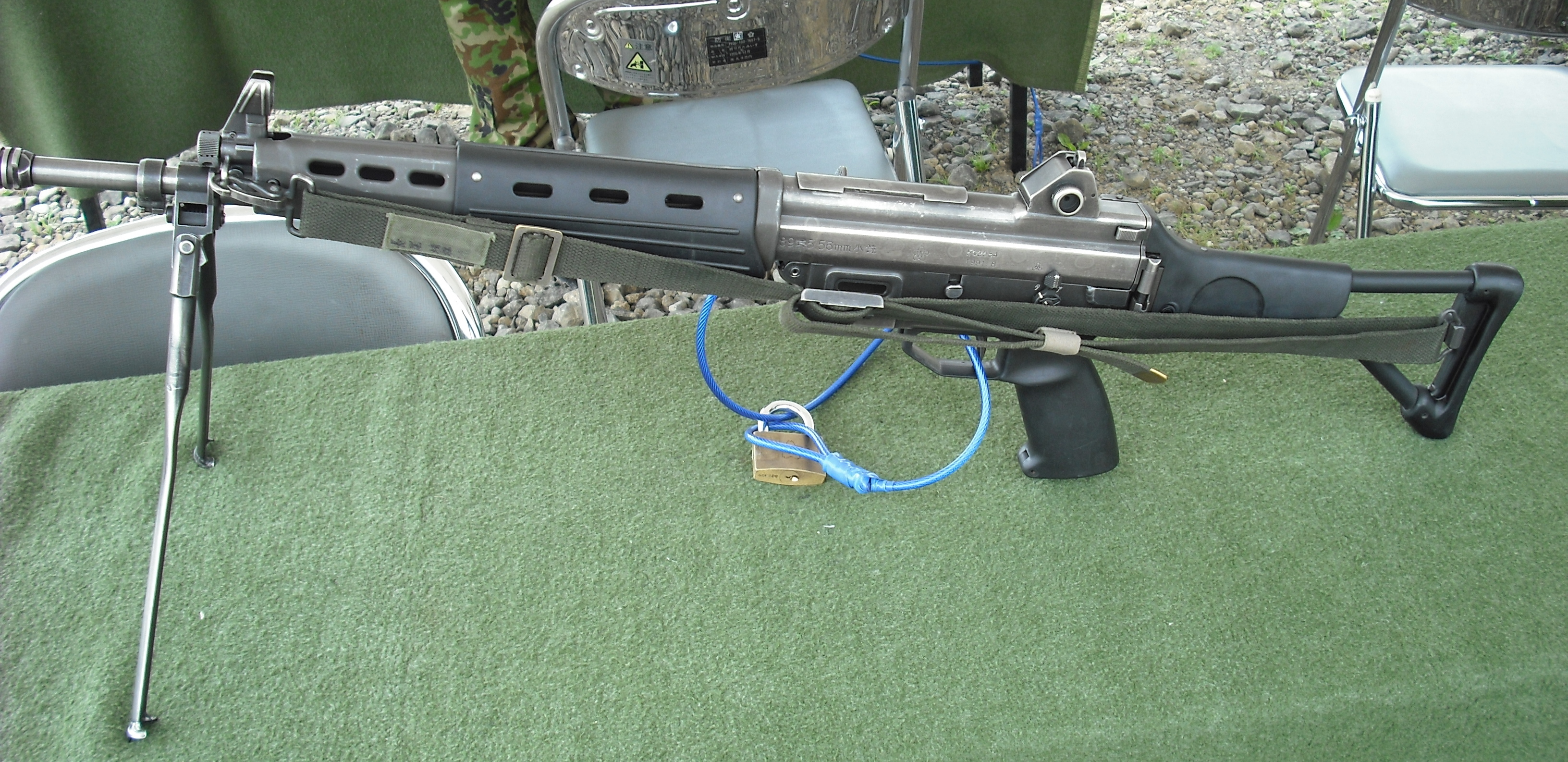
折曲銃床式
1990年代製造型であるが、左方切換レバーが取り付けられ、それに伴って干渉を防ぐための溝のついた銃床に改修されている
また、刻印を拡大すると「89式5.56mm小銃」と刻印されているのが確認できる。負い紐は、製造当初のタイプである（現在は、全ての89式が新型の負い紐に交換されているために現存しない）

折曲銃床式
第1空挺団や、車体の銃眼から射撃を行うことを目的として当時開発中の歩兵戦闘車（89式装甲戦闘車）に搭乗する普通科隊員と乗員向け配備のほか、61式戦車や74式戦車などに搭載されていた11.4mm短機関銃M3A1の更新も考慮し、開発が行われた。制式採用後は90式戦車乗員向けにも調達が行われている。
プラスチックとアルミニウム合金製のチューブ型を採用しており、銃床を折り曲げることで670mmに短縮することができる。頬が当たる基部は寒冷地での使用も考慮し、プラスチック製のカバーが備わる。
折り曲げは、銃床付け根の底面にあるボタンを押すことでラッチが動き、銃床の固定が解除される仕組みとなっている。銃床は、切換レバーとは反対側の左側に折り畳まれる（サイドスイングタイプ）。

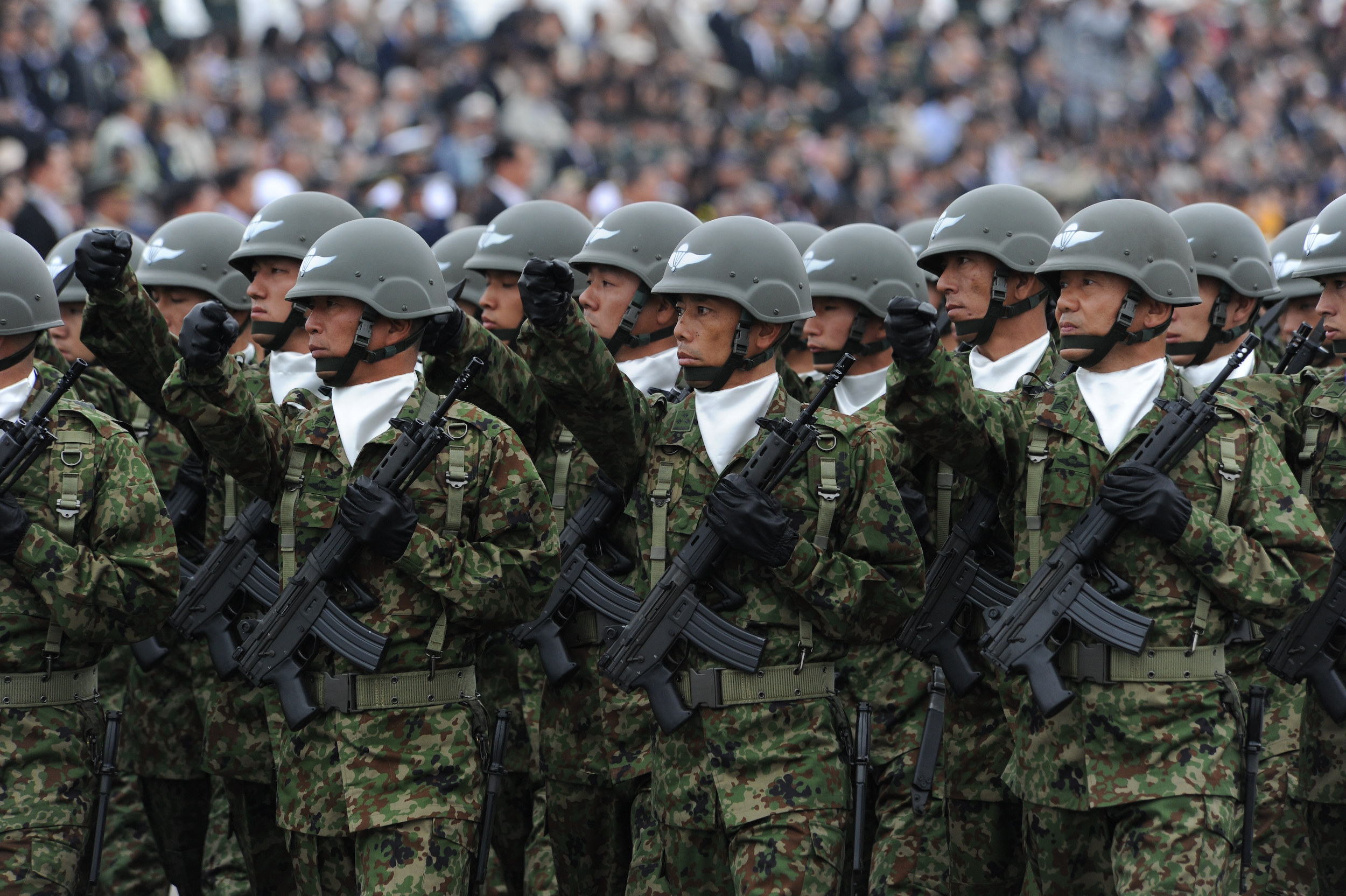
折曲銃床式を装備した第1空挺団の隊員
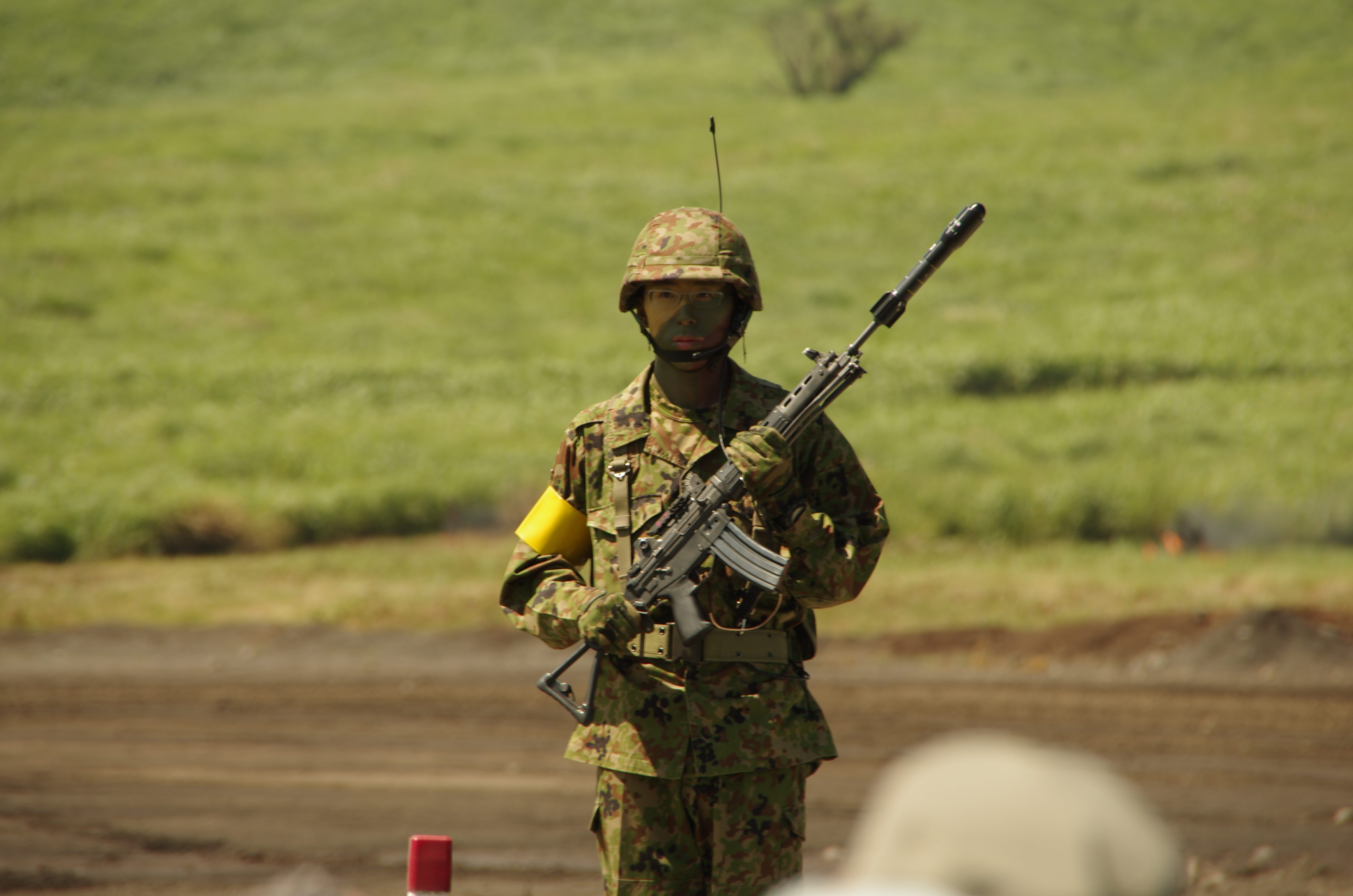
06式小銃てき弾（擬製弾）を装着した折曲銃床式（2012年）

短銃身型
後述の先進軽量化小銃とは別物で、折曲銃床式の銃身長を短くし、銃床をAMD-65に似たパイプ型に、消炎制退器を側面に無数の穴を開けた先割れ型に変更したタイプ。89式の開発期間中に試作されたものと思われるが、採用には至らず、現在は豊和工業にて「T-96展」のラベルが貼られて展示されている。
分隊支援火器型
銃身長が延長され、他の分隊支援火器同様にハンドルが取り付けられ、分解が可能になっている。銃床は木製で二脚はより太いものに変更され、安全装置はダイヤルボタン式に変更され、M16と同様にトリガーガードを開けることができる。1983年のHR-13の段階で試作されたが、短小銃型と同様に採用には至らず、「T-58」のラベルが貼られて豊和工業に展示されている。
先進軽量化小銃
防衛省技術研究本部が進めている「先進個人装備システム技術の研究」で、89式を基に試作された自動小銃。2007年11月7日、8日に開催された防衛技術シンポジウム2007では、東京マルイ社製の電動エアソフトガンを改造したイメージモデルが初公開されている。CQB（近接戦闘）での使用に合わせて銃身を短縮し、銃床は米軍のM4カービンで採用されている伸縮式に変更、本体上部には20mmピカティニー・レールを搭載してダットサイトが取り付けられていた。
2008年に行われた同シンポジウムでは、先進装具システム「ACIES」第二段階の一環として、豊和工業から納品された無可動の試作品が展示された。銃身は20cm程度短縮、ピカティニー・レールにはACIESのヘッドマウントディスプレイに連動する赤外線暗視カメラが搭載されていた。強化プラスチックの銃床は固定式だが、伸縮、折曲式も存在し、検討中とされている。3点制限点射は廃止され、切換レバーの切り替え順番は安全→単発→連射に変更されている。また、前方握把には、ボタンとトラックボールが内蔵され、ACIESのコンピュータを操作できるようになっている。内部にチタン合金を多用するなど軽量化も考慮されており、重量は従来の89式に比べて1kgほど減少している。
平成21年度から「先進装具システム」「次世代近接戦闘情報共有システム」などの成果などを反映した「先進個人装備システム」の研究が新たに開始されている。

## 閉所戦闘訓練用教材

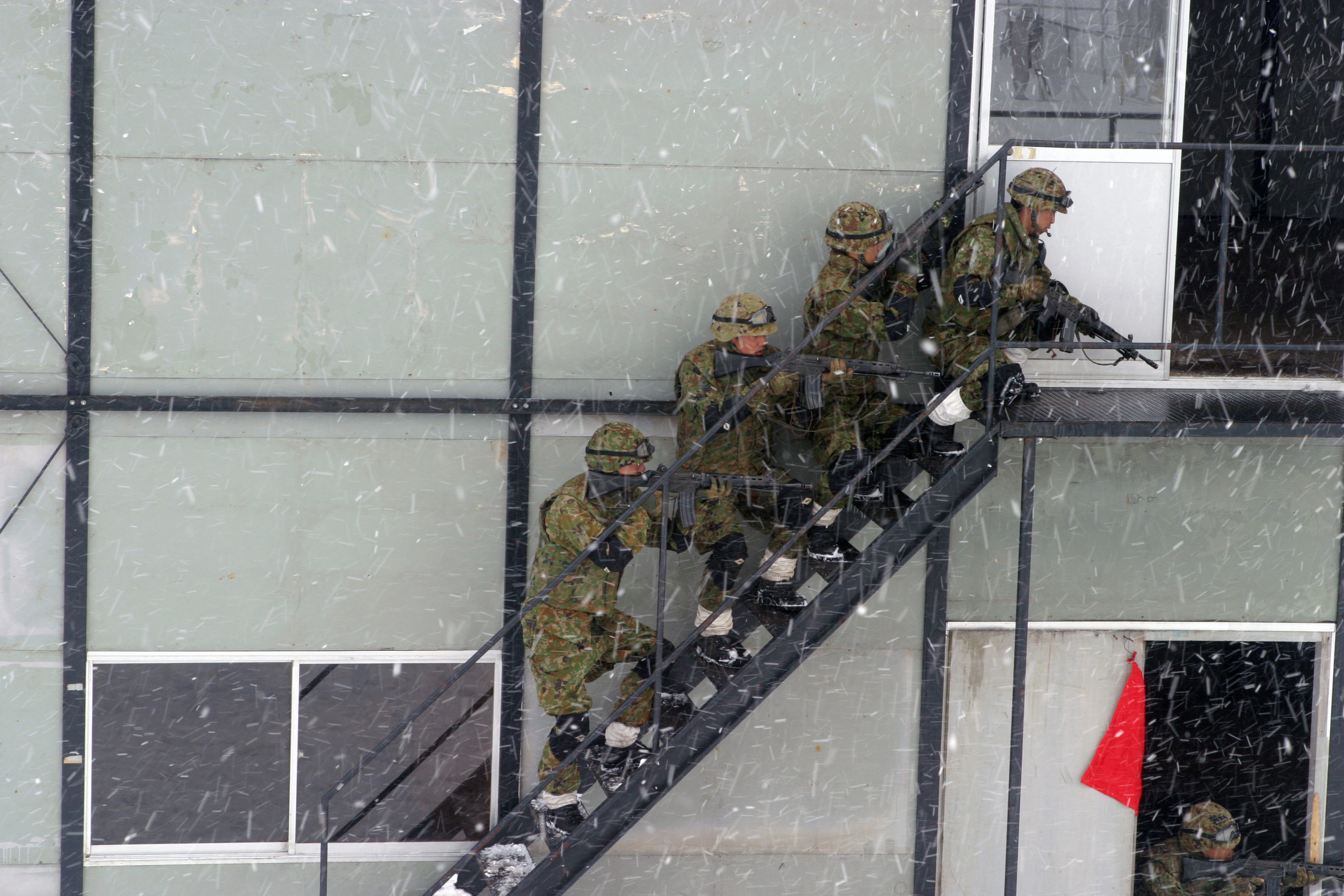
仙台で行われたアメリカ海兵隊との共同訓練の様子（2004年2月9日）

2000年代以降、陸上自衛隊は、ゲリラや特殊部隊が市街地へ侵入するといった事態に対処するため、市街地や閉所（屋内）などでの戦闘を想定した訓練を実施しており、更なる市街地戦闘能力の向上を図るため、各方面隊への市街地訓練場の整備や、至近距離での戦闘評価機能を追加した交戦訓練用装置（バトラー）の配備を行っている。だが、攻撃の命中判定をセンサーで行うバトラー装置では、センサーの無い手足の末端などを銃撃するといった細かな判定が行えず、さらに、銃器の管理が厳しい自衛隊では、自主的な訓練のために実銃を持ち出すのが困難といった問題点があった。これについて防衛庁（当時）は、遊戯銃メーカーの東京マルイが89式小銃型の電動ガン（エアソフトガン）を開発中との情報を得て、これを閉所戦闘訓練用に導入することとした。開発に際しては実銃のデータが提供され、より実銃に近い89式小銃型の電動エアガンが開発されることになった。
開発された自衛隊向け電動ガンの正式名称は「閉所戦闘訓練用教材」もしくは「89式小銃型訓練用電動エアガン」で、弾は市販のものと同じく6ミリBB弾を使用する。エアガン本体、整備用品、バッテリー、弾倉、収納袋などで構成されており、1セット当たり約8万円となっている。調達は平成17年度予算から始まり、2006年2月末までに600セットが納入された。それ以後も平成18年度予算で1,160セット、平成19年度予算で120セットが調達され、現在でも調達が継続されている。なお、納入されているのは固定銃床式のみで、折曲銃床式は自衛隊からの依頼がないため納入されていない。実銃と訓練機材、民間向け商品を区別するため、自衛隊に納入された物は銃床・銃把がオリーブドラブ色、銃把、弾倉底部がオレンジ色、消炎制退器から被筒までの銃身露出部分が白になっており、刻印も異なる。また、民間向け電動ガンは、自主規制措置として薬莢受け取りつけ部や銃剣の着剣ラグを意図的に実銃と異なる形状にしてあり、不正流出した実銃部品が使用しにくい構造となっている。
この訓練教材が採用される以前は、一部の部隊ではM16やM4カービンなどの電動ガンを部隊費などで購入し、それらを使用して訓練を行っていた。一方で、閉所戦闘訓練用教材は配備が始まったばかりで、閉所戦闘訓練で必要とする部隊全てには行き届いていない。このため、一部の部隊では民間仕様の89式小銃型電動エアガンを購入して訓練を行っている。
2006年7月半ばには、初速と色が自衛隊納入用と若干異なる民間向け電動ガンの販売が製造元の東京マルイより開始された（後述）。

## 後継
89式小銃の後継となる新型小銃については、2014年頃より陸上自衛隊内で検討され、ヘッケラー&コッホ社のG36とHK416、シュタイヤー・マンリヒャー社のAUG、FNハースタル社のSCARおよび豊和工業が設計する新型小銃などを候補とすると報道され、2015年2月23日には「試験用小火器（国産）」なる装備品に関する契約が防衛省と豊和工業の間で締結された。
2019年12月6日には、SCAR-L小銃（ベルギー・FNハースタル社製）とHK416（ドイツ・ヘッケラー&コッホ社製）を含む3機種の中から、「HOWA5.56（豊和工業製）」が選定されたことが発表された。
2020年（令和2年）、「HOWA 5.56」が20式5.56mm小銃として制式化され調達が開始された。

## 画像

射撃訓練中の自衛官
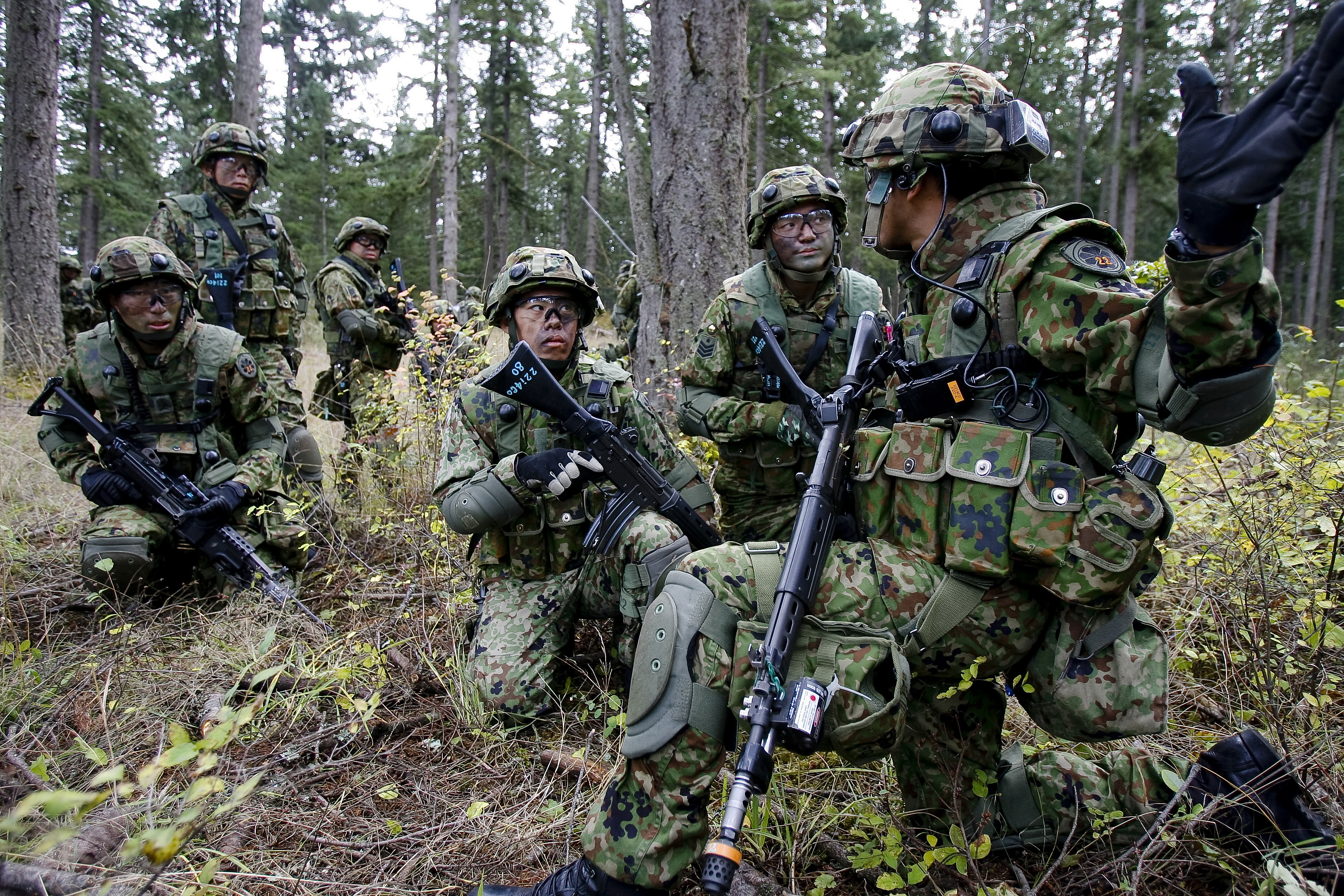
レーザー交戦装置（バトラー）用のレーザー発射機を取り付けた89式小銃
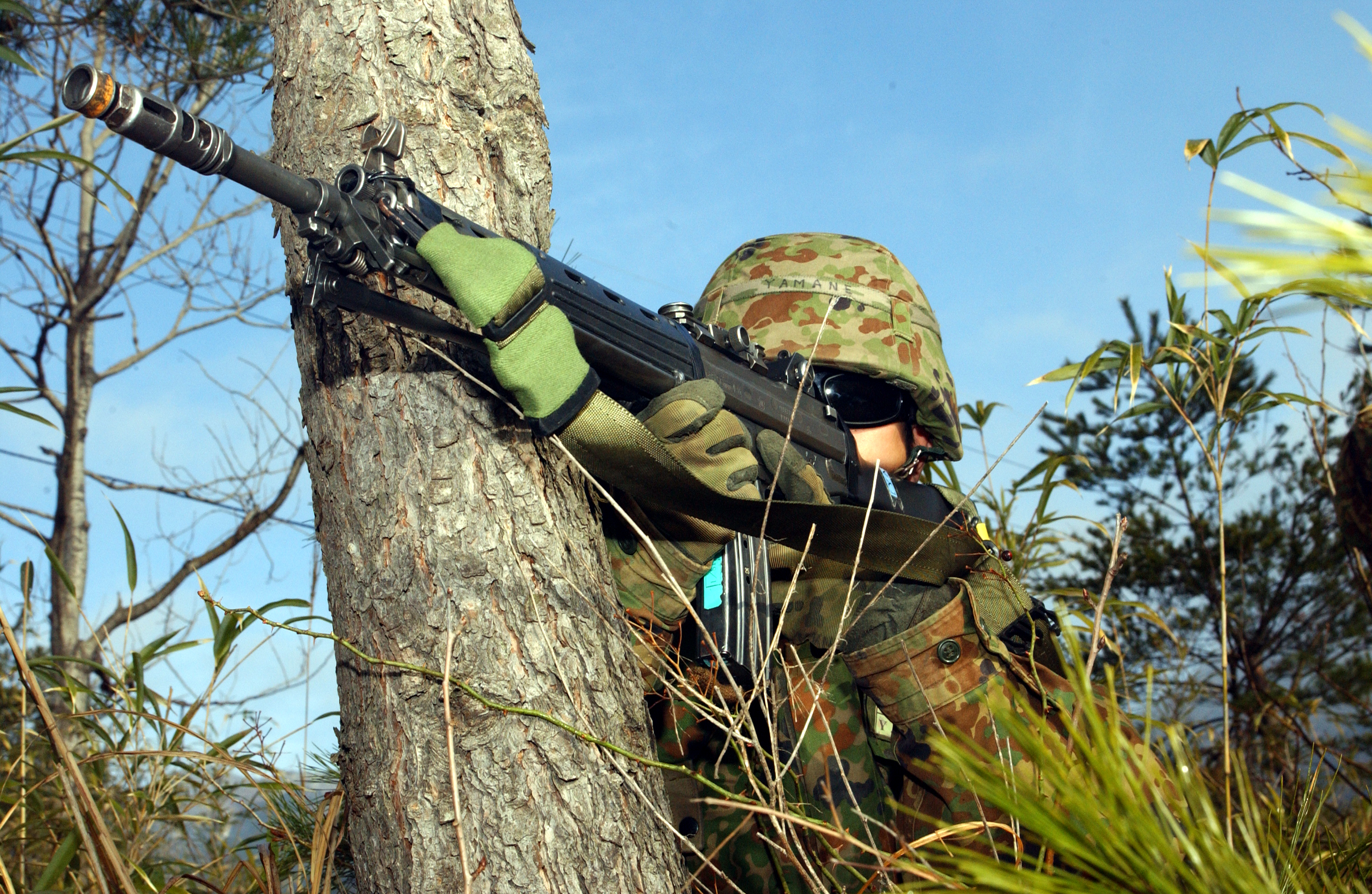
空包発射補助具を装着した89式 補助具が銃口を塞ぐため、この状態で実包を撃つことはできない
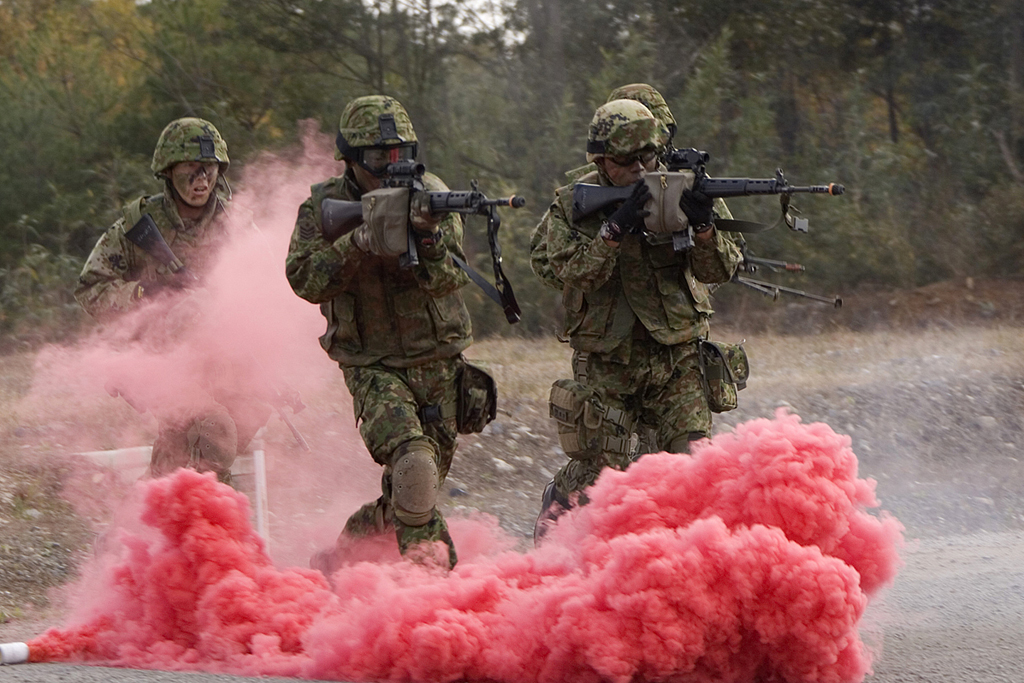
ダットサイト（89式小銃用照準補助具）を装着した89式小銃による訓練の様子 薬莢受けも装着しているため、ダットサイトの取り付け位置が一段高くなっている
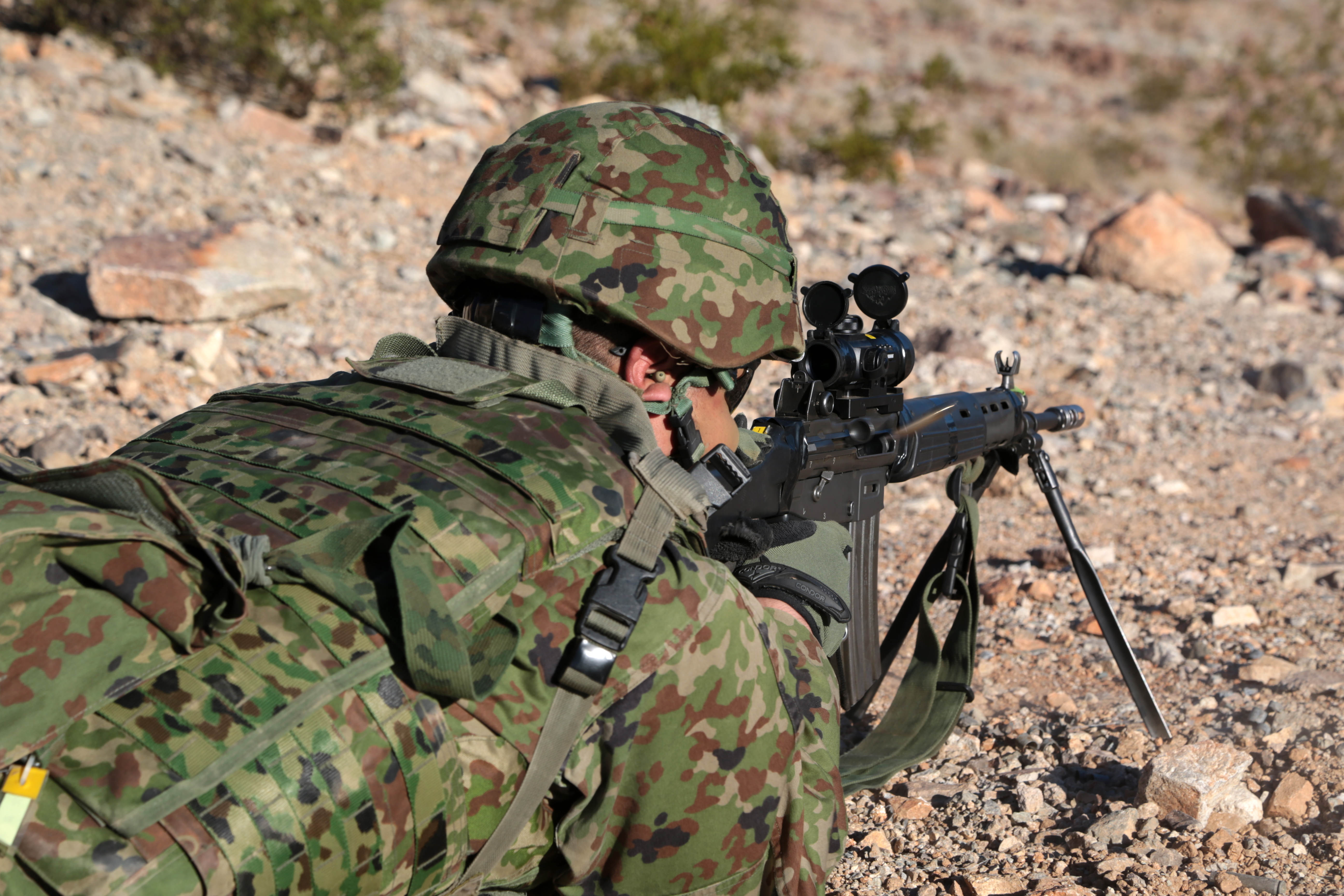
アイアンフィスト演習で使用される89式小銃　その1（2015年）
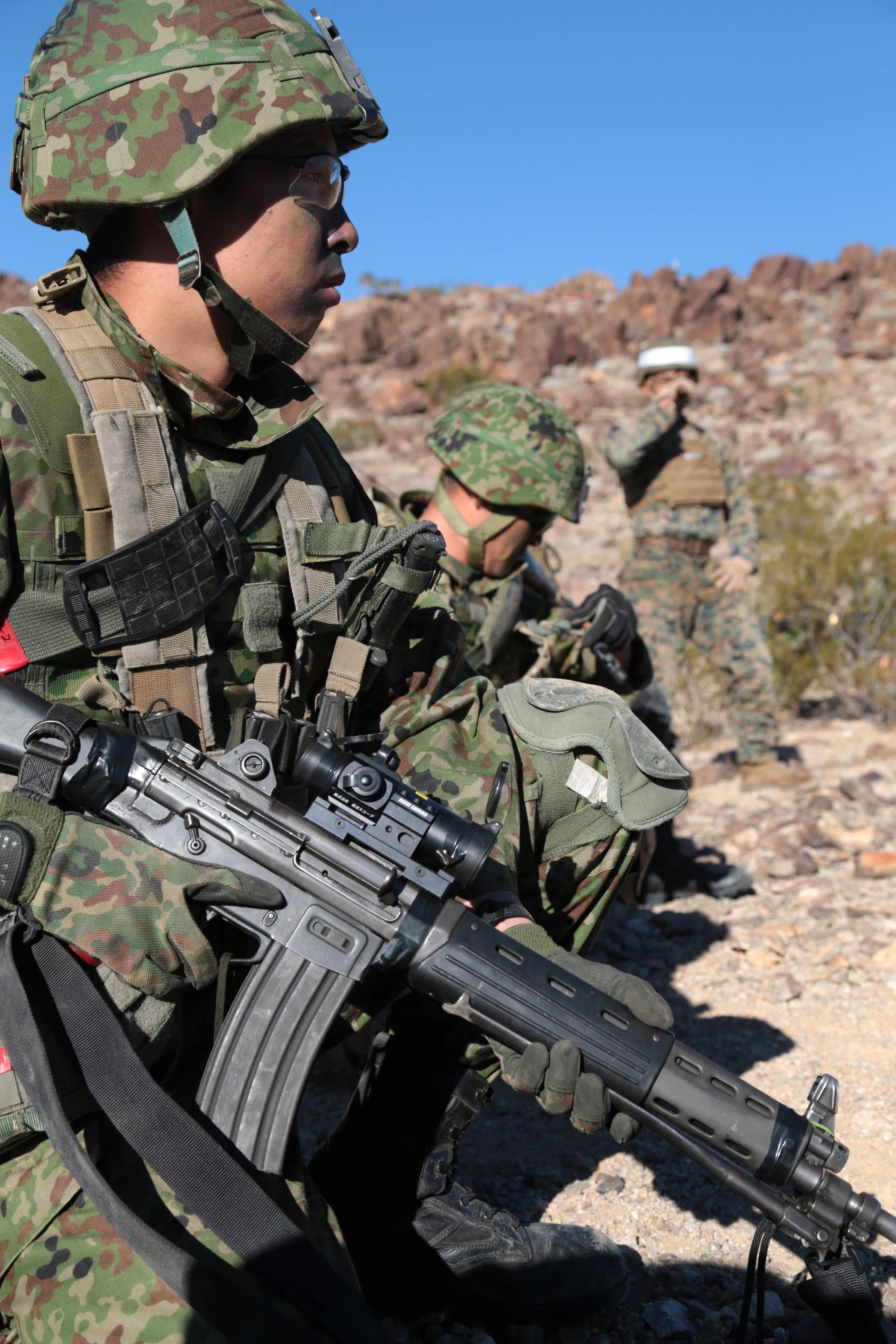
アイアンフィスト演習で使用される89式小銃　その2（2015年）
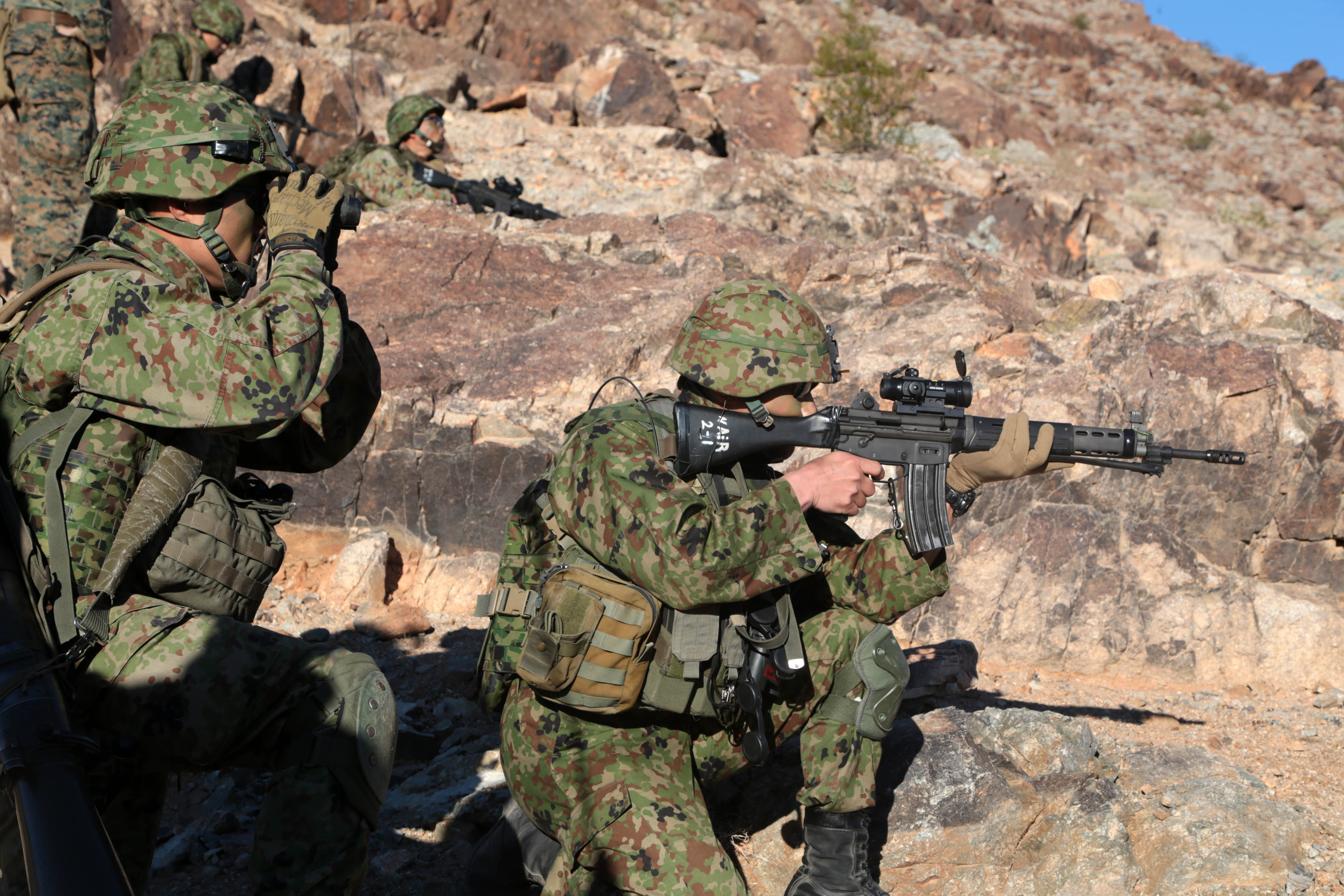
アイアンフィスト演習で使用される89式小銃　その3（2015年）
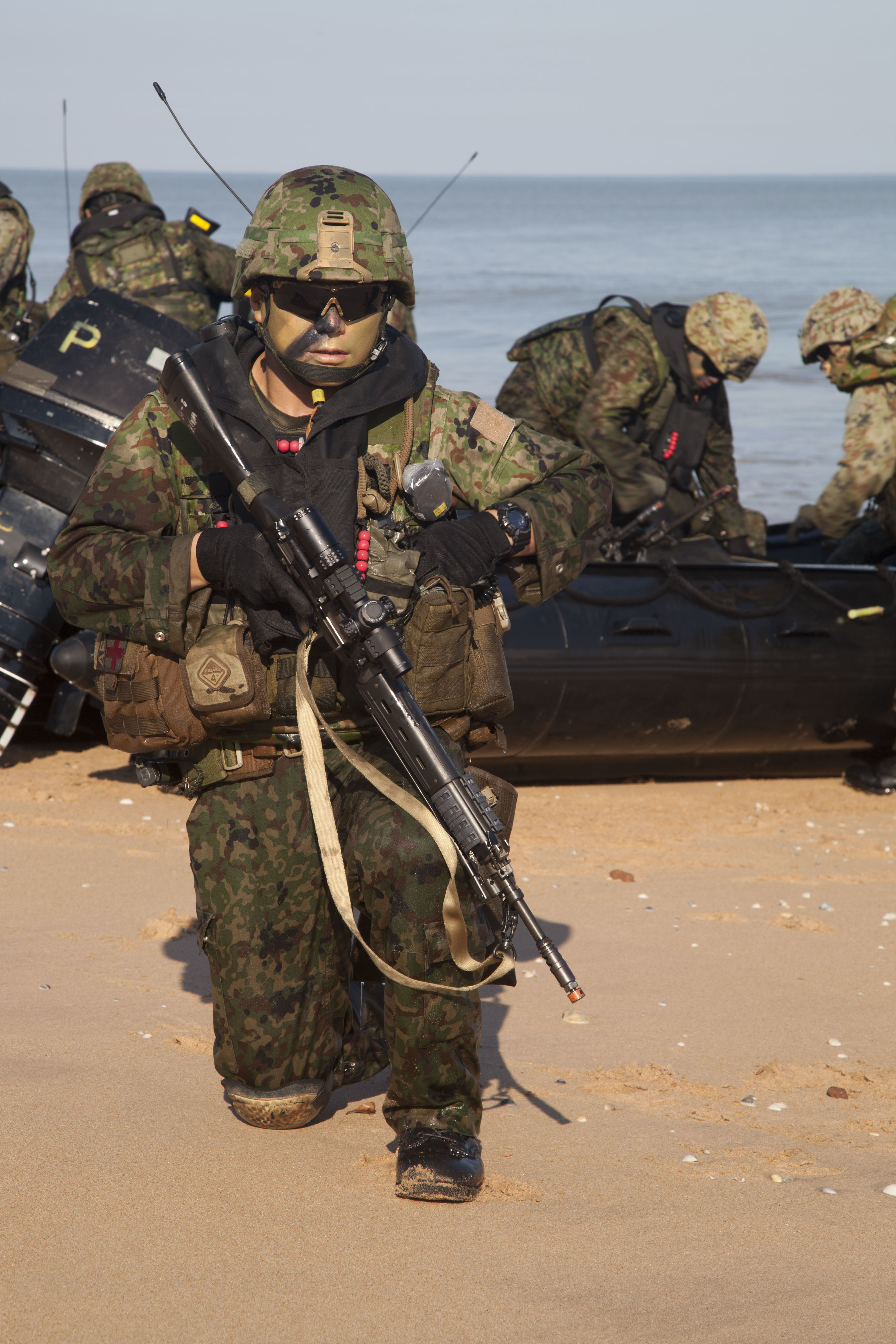
タリスマンセイバー演習で使用される89式小銃（ショートスコープ付、2015年）
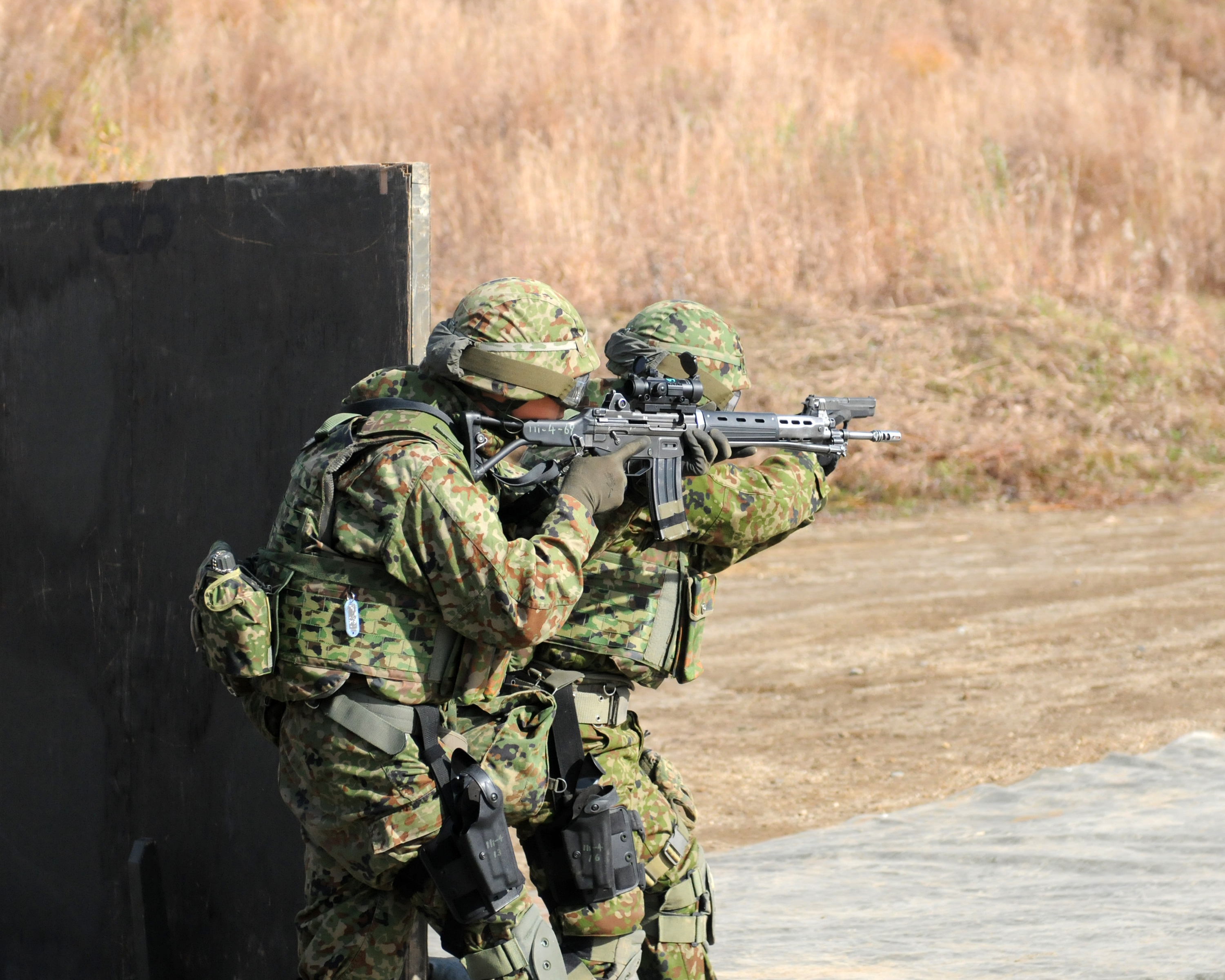
防弾チョッキ3型、9mm拳銃とともに使用される89式小銃
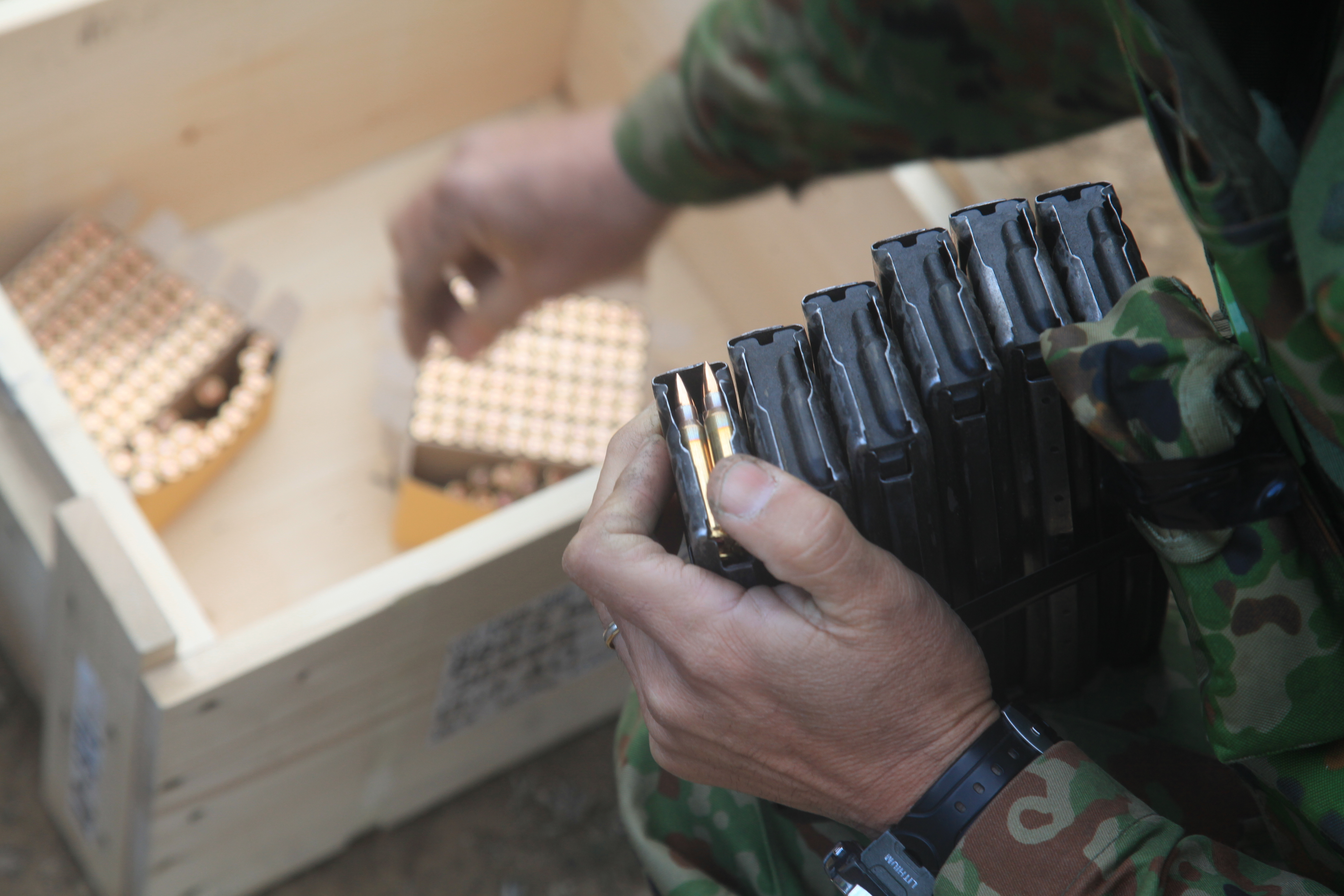
89式小銃の弾倉

## 遊戯銃

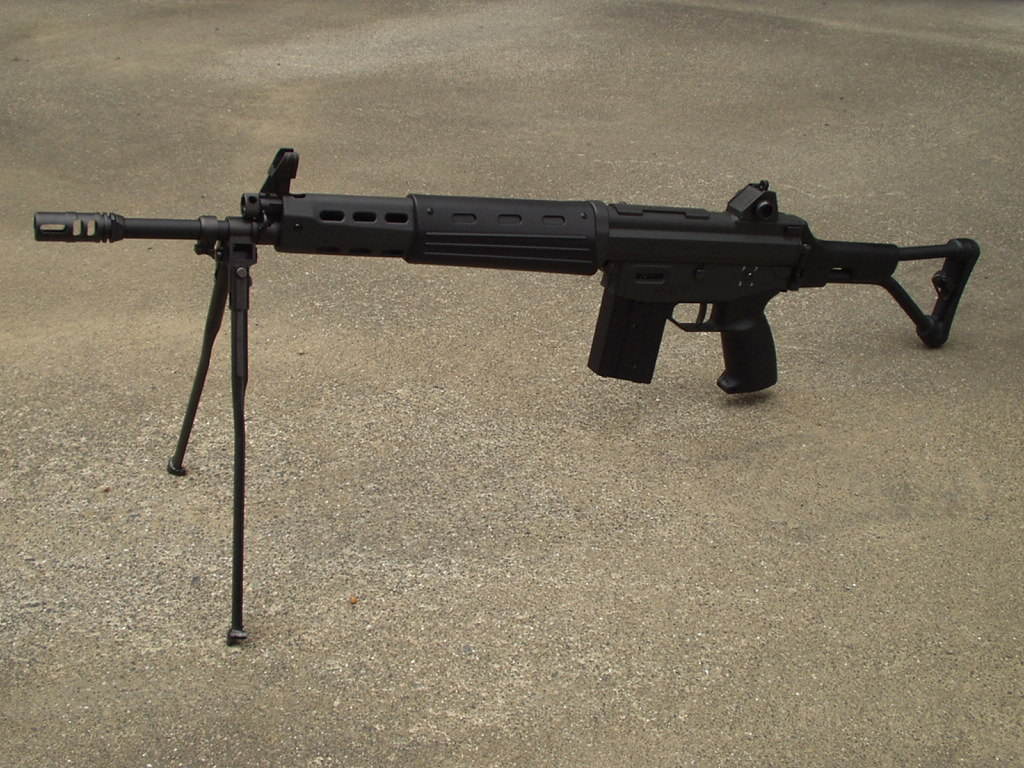
民間仕様の電動エアガン（折曲銃床式）

キャロット社製 アサルトライフルキット
1995年に、カスタムパーツの製作を手掛けていたキャロット（Carrot）社が改造キット（ガレージキット）である「プラスチックモデルアサルトライフルキット」（単にアサルトライフルキットとも）を販売した。東京マルイのM16A1のメカボックスや、弾倉などを流用する外装変換キットではあったが、これが日本初の89式の遊戯銃（トイガン）となった。だが、部品やパーツの形状が異なっていたり、切換レバーが左側にあるなど差異も多かった。また、外装変換キットという性格上、機関部や銃床などを自分で張り合わせなければならないなど、プラモデル的要素が強いために、トイガンとしての剛性や耐久性は低い。
キャロット社製 89R "BUDDY"
2002年に改めて、東京マルイのM4A1用外装変換キットである「89R "BUDDY"」の発売を開始した。キットのほか、メカボックスを組み込んだ固定銃床式の完成品も取り扱っていた。販売開始時点での価格はキットが98,500円、完成品は138,500円。アサルトライフルキットに比べ、各部がより正確に再現され、各部の溶接痕も忠実に再現されている。本体の材質は高強度無溶剤型ポリウレタン樹脂を使用したことで、成型時の歪みも少なく、剛性・耐久性の向上に繋がった。前述のアサルトライフルキットとは共通部品はない。これらは、実銃の寸法などの詳細なデータが入手できなかったため、公開されている写真や映像からコンピュータ上で寸法を決めたほか、駐屯地祭で展示された実物に触るなどして再現している。そのため、実銃と各種寸法は厳密には異なるが、その当初からフィーリングを重視してデザインされている。また、3点制限点射機能はない。外観の識別点として、二脚の先端近くに二脚を折り畳んだ際の安定を図って、実銃には無いヒレが付いている。
同社はこの他に折曲銃床式に加え、自衛隊での訓練を想定した「89R-TAG」や、無可動・無発射モデル「89R擬装銃」を制作している。
この89Rは、映画『宣戦布告』『戦国自衛隊1549』などでプロップガンとして使用された。また、自衛隊イラク派遣の際に派遣されている隊員の装備展示を行った際には、この89Rが借り出された。
東京マルイの89式が販売されて以降、キット・完成品電動ガンの販売は終了したが、自衛隊での訓練を目的としたポリウレタン樹脂製のトレーニングラバーガン「軟式擬製銃 TRG」を現在でも手掛けている。
東京マルイ製電動ガン 89式5.56mm小銃
2006年より、前述の通り東京マルイが固定銃床式の販売を開始した。後に折曲銃床式（左方切換レバー非対応）の販売も始め、現在でもこの2種類を販売している。こちらは防衛庁（当時）より詳細な寸法データが提供されたため、一部の部品を除いて再現度は高いものとなった。機関部はバージョン8メカボックスを採用しており、東京マルイ初となる機械的な3点制限点射機構を搭載している。3点制限点射はカウンター機能の付いたラチェットなどを組み込むことで、実銃と同様に1発もしくは2発目で射撃を停止しても、再度撃つ際には3点制限点射となる。実銃にはない機能として、床尾板（バットプレート）を回転させると銃床内に予備バッテリーを収納することができる。配色も閉所戦闘訓練用教材とは異なり、実銃に基づいた色合いとなった。折曲銃床式はアルミ系素材を多用することで剛性を確保しつつ、前後の重量バランスを補正している。
東京マルイは89式の販売に合わせ、実物と同様に残弾確認孔が付いた89式用マガジンや専用のマウントベースなどの販売も行っている。スタンダードタイプM16/M4シリーズ用マガジンも使用可能だが、逆に89式用マガジンをM16/M4シリーズに使用することはできない。なお、東京マルイではそれまで樹脂などで再現していた電動ガンのレシーバーを、89式以降は金属製へと改めている。
この他に海外では、中国のJing Gong（JG）社が「TYPE 89」、TERCEL社が「89 MODEL RIFLE」を販売しているが、どちらも東京マルイ製のコピー品であるという。